# Jujutsu
Il jujutsu (柔術?, jūjutsu), in Occidente chiamato anche jujitsu, è un'arte marziale giapponese il cui nome deriva da jū (o "jiu" secondo una traslitterazione più antica, che significa flessibile, adattabile) e jutsu (arte, tecnica, pratica).
Originariamente e alternativamente chiamato taijutsu (arte del corpo) oppure yawara (kun'yomi di jū), il jujutsu è un'arte marziale a mani nude, originariamente praticata dai bushi (guerrieri) che se ne servivano per giungere all'annientamento fisico dei propri avversari, provocandone anche la morte.
Il jujutsu è un'arte di difesa personale che basa i suoi principi sulle radici del detto originale giapponese Hey yo shin kore do, ovvero "Il morbido vince il duro". In molte arti marziali, oltre all'equilibrio del corpo, conta molto anche la forza di cui si dispone: nel jujutsu la forza della quale si necessita proviene anche dal proprio avversario. Il principio di base, quindi, sta nell'applicare una determinata tecnica proprio nell'ultimo istante dell'attacco subìto in modo da usare la potenza dell'avversario contro di esso.

## Storia

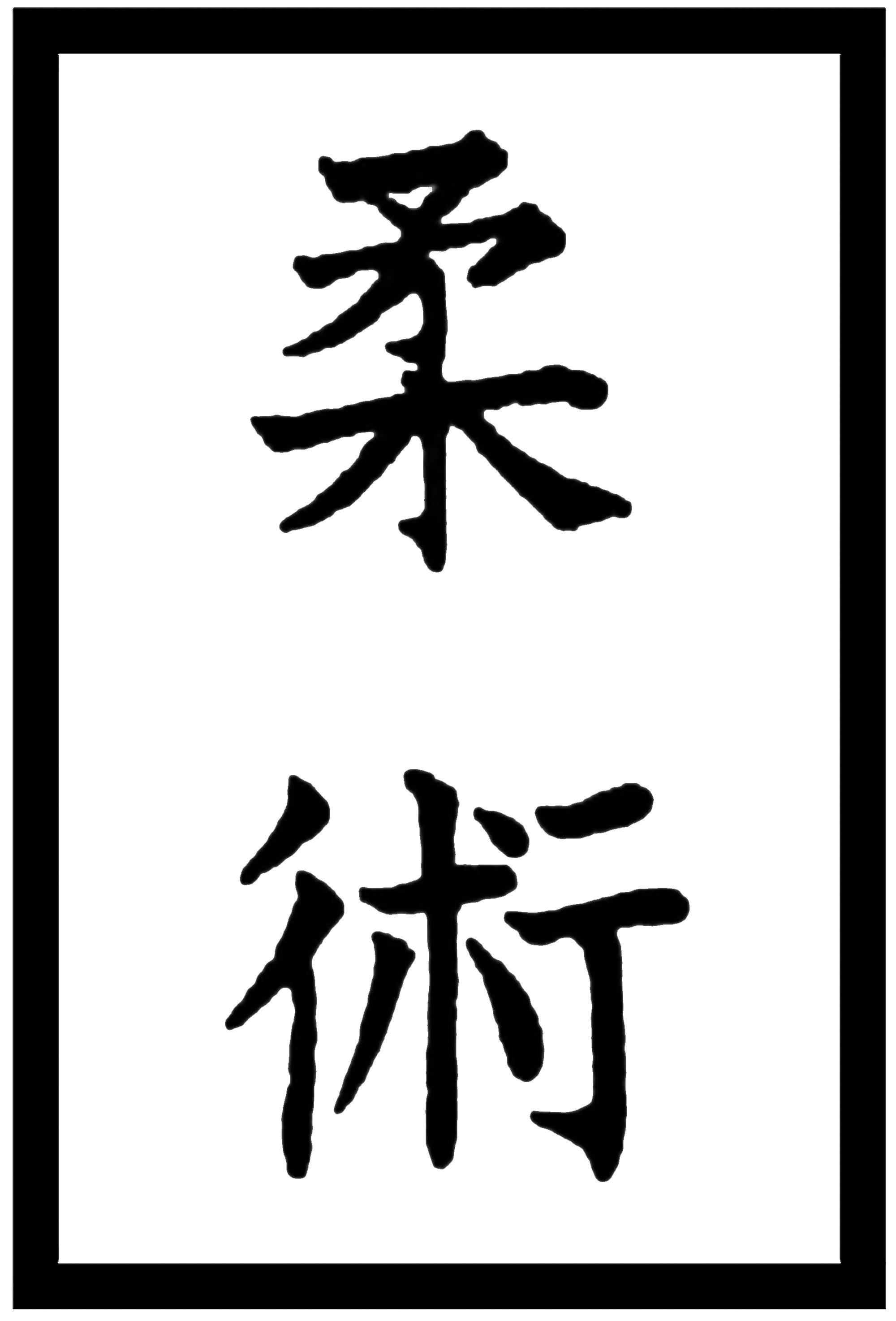
I kanji di jujutsu

Il jujutsu è un'antica forma di combattimento di origine giapponese di cui si hanno notizie certe solamente a partire dal XVI secolo quando la scuola Takenouchi produsse una codificazione dei propri metodi di combattimento.
Ma certo l'origine del jujutsu è molto più antica e la definizione, durante tutto il periodo feudale fino all'editto imperiale del 1876 che proibì il porto delle spade decretando così la scomparsa dei samurai, si attribuiva alle forme di combattimento a mani nude o con armi (armi tradizionali, cioè spada, lancia, bastone, etc.) contro un avversario armato o meno, praticate in una moltitudine di scuole dette Ryū, ognuna con la propria specialità. Bo, sai, e nunchaku diventano armi, ma nascendo da semplici attrezzi da lavoro. Le armi erano inaccessibili ai civili, e questi ultimi adattarono nell'uso i pochi strumenti che avevano a disposizione, usandoli appunto per difendersi.
Si distinguevano perciò le scuole dedite all'uso della katana, la spada tradizionale giapponese, quelle maggiormente orientate alla lotta corpo a corpo, fino alle scuole di nuoto con l'armatura, tiro con l'arco ed equitazione. Queste ultime costituivano la base dell'addestramento del samurai, espressa dal motto Kyuba no michi, la via (michi) dell'arco (kyū) e del cavallo (ba), che più tardi muterà nome in bushido. Una caratteristica che accomunava tutte queste scuole era l'assoluta segretezza dei propri metodi e la continua rivalità reciproca, poiché ognuna professava la propria superiorità nei confronti delle altre.
In un paese come il Giappone, la cui storia fu un susseguirsi di continue guerre tra feudatari, il ruolo del guerriero rivestì una particolare importanza nella cultura popolare, e con esso il jujutsu. La difesa del territorio, la disputa di una contesa, la protezione offerta dal più forte al più debole sono solo alcuni dei fattori che ne hanno permesso lo sviluppo tecnico, dettato dalla necessità di sopravvivenza.
Con l'instaurarsi dello shogunato Tokugawa (1603-1867), il Giappone conobbe un periodo di relativa pace: fu questo il momento di massimo sviluppo del jujutsu, poiché, privi della necessità di combattere e quindi di mantenere la segretezza, fu possibile per i vari Ryū organizzarsi e classificare i propri metodi. Anche la gente comune comincia a interessarsi e a praticare il jujutsu poiché la pratica portava un arricchimento interiore dell'individuo, data la relazione intercorrente con i riti
di meditazione propri del buddismo zen. Ma la cultura guerriera era talmente radicata nella vita dei Giapponesi da spingere i samurai a combattere anche quando non ve n'era l'effettiva necessità.
Ciò portava a volte all'organizzazione di vere e proprie sfide chiamate dōjō arashi (tempesta sul dojo), in cui i migliori guerrieri si confrontavano in modo spesso cruento.
La caduta dell'ultimo shōgun e il conseguente restauro del potere imperiale causarono grandi sconvolgimenti nella vita del popolo: i giapponesi, che fino a quel momento avevano vissuto in completo isolamento dal resto del mondo, ora si volgevano avidamente verso la cultura occidentale che li stava "invadendo". Ciò provocò un rigetto da parte del popolo per tutto ciò che apparteneva al passato ivi compreso il jujutsu. La diffusione delle armi da fuoco fece il resto: il declino del jujutsu era in atto.
Il nuovo corso vide la scomparsa della classe sociale dei samurai, che avevano dominato il Giappone per quasi mille anni e il jujutsu, in quanto nobile arte, scomparve insieme ad essi; i numerosi dōjō allora esistenti furono in gran parte costretti a chiudere per mancanza di allievi, mentre i pochi rimasti erano frequentati da gente dedita a combattere per denaro, persone rozze e spesso coinvolte in crimini. Questo aspetto in particolare influenzò negativamente il giudizio del popolo nei confronti del jujutsu poiché vedeva in esso uno strumento di sopraffazione e violenza.
Durante il periodo storico chiamato Restaurazione Meiji, si affermò grandemente in Giappone il nuovo jujutsu ideato da Kanō Jigorō con il nome di judo kōdōkan, che si proponeva come metodo educativo, insegnato nelle scuole come educazione fisica ed inserito nei programmi di addestramento della polizia giapponese. Si deve infatti ricordare come durante l'era Meiji, il Giappone formò forze armate statali al servizio dell'Imperatore basate sul modello occidentale, ma con caratteristiche autoctone.
Nel secondo dopoguerra però, a causa della totale proibizione delle arti marziali tradizionali sancita dal generale MacArthur prima, e poi dell'evoluzione sportiva subita dal judo quando poté essere di nuovo praticato (a partire dal 1950), si riaffermò il jujutsu come tecnica di difesa personale, accanto all'aikidō di Morihei Ueshiba.
Il jujutsu si diffuse nel resto del mondo grazie a quanti, viaggiando per il Giappone (principalmente commercianti e militari) a partire dall'era Meiji, lo appresero reimportandolo nel paese d'origine.
Oggi è praticato in numerosi paesi del Mondo, con organizzazioni anche di carattere internazionale. In Italia la FIJLKAM Federazione Italiana Judo Lotta Karate Arti Marziali, riconosciuta dal CONI (Comitato Olimpico Nazionale Italiano) ha un settore dedicato. Inoltre, il Ju Jitsu è praticato in quasi tutti gli Enti di Promozione Sportiva riconosciuti dal CONI (Comitato Olimpico Nazionale Italiano)
Particolare rilievo assume la Federazione Ju-Jitsu Italia (FJJI), in quanto unica associazione sportiva italiana di jujutsu, internazionalmente riconosciuta dalla federazione sportiva JJIF (Ju-Jitsu International Federation), a sua volta riconosciuta dal GAISF (General Association of International Sports Federations) e dal IWGA (International World Games Association). In passato fu l'Associazione Italiana Ju-Jitsu e Discipline Affini (AIJJ & DA), ente non più attivo, a possedere l'internazionalità.
Nel mondo esistono molte Scuole e Federazioni che praticano jujutsu; proprio per questo il governo giapponese ha da tempo istituito un ente, il Dai Nippon Butokukai (Sala delle virtù marziali del grande Giappone), con la funzione di salvaguardare le arti marziali tradizionali giapponesi dal "possibile attacco sferrato dalla modernità e dall'avidità umana".
Questo ente certifica l'effettivo collegamento tra il passato e il presente di una scuola tradizionale, conservandone documenti e quant'altro risulti utile a certificarne l'autenticità.

## Nozioni
Il jujutsu propone un programma completo ed efficiente, contraddistinto da molteplici gruppi di tecniche dette Waza in giapponese traslitterato e azioni fondamentali per la tutela della persona e per un corretto percorso di studio. Nella pratica quotidiana e contestuale del jujutsu, dove il costante allenamento porta al continuo miglioramento del praticante, troviamo due figure fondamentali: Tori ed Uke. Tori è colui che esegue la tecnica dall'attacco sferrato da Uke. L'allenamento costante appunto migliora le relazioni spazio-temporali con l'avversario Uke e la confidenza con il suolo, interagendo in modo fluido e dinamico, il corpo diventa elastico e non rigido.
Il concetto fondamentale dello studio e della pratica tecnico-didattica-morale è quello di aumentare la sensibilità del “difensore”, che da ora in avanti chiameremo “Tori”, nell'applicare il concetto di jujutsu su qualsiasi attacco che viene sferrato da un “aggressore” che chiameremo appunto “Uke”. Volendo elencare sommariamente le materie che compongono il jujutsu in ordine di praticità nell'insegnamento e per fase di apprendimento, le tecniche fondamentali, Kihon a mani nude che costituiscono i fondamenti di jujutsu, sono:
- Tachi-Waza in giapponese traslitterato vengono definite le tecniche di posizione, termine che indica come posizionare i piedi e le gambe e raramente le mani a terra.
- Taisabaki-Waza in giapponese traslitterato vengono definite gli spostamenti e le schivate.
- Kamae-Waza in giapponese traslitterato vengono definite le posizioni di guardia (che costituiscono l'inizio e la fine di ogni movimento in realtà).
- Ukemi-Waza in giapponese traslitterato vengono definite le tecniche di cadute, termine che indica tutti i modi per imparare a cadere. Le cadute (Ukemi) si dividono in due macro categorie: rotolamenti (capovolte chiamate "kaiten" in giapponese) in avanti, indietro, laterali e tecniche di evasione, e cadute sul posto che sono tutte le azioni volontarie o involontarie di finire per terra bruscamente. La caduta può essere realizzata in tre modalità frontale Mae, laterale Yoko e posteriore Ushiro.
- Uke-Waza in giapponese traslitterato vengono definite le tecniche di parata, effettuate con gli arti superiori Uke (sinonimo di avversario nel senso di colui che sferra l'attacco) e con gli arti inferiori Ashi-Uke; principalmente lo studio si focalizza sugli arti superiori in quanto maggiori nelle varietà di parate. Queste tecniche si suddividono principalmente in due macro categorie: parate omolaterali, cioè effettuate con l'arto dello stesso lato dell'attacco e incrociate o opposte, cioè effettuate con l'arto opposto a quello dell'attacco.
- Kyusho-Waza: conoscenza e pressione dei punti vitali.
- Kappo-Waza: tecniche di rianimazione (se si perde conoscenza a causa di un colpo, soffocamento o strangolamento).
- Atemi-Waza in giapponese traslitterato vengono definite tutte le tecniche di colpo (di solito ai punti vitali per stordire, per fare perdere conoscenza o uccidere), effettuate con gli arti superiori Ude-Ate e con arti inferiori Ashi-Ate (ci sono anche colpi con altre parti del corpo: testa, anche, glutei e spalle); tutte queste tecniche sono suddivise a loro volta con la parte dell'arto con cui vogliamo colpire l'avversario. Gli arti superiori possono colpire con le dita, la mano, il pugno, l'avambraccio e il gomito; gli arti inferiori invece possono colpire con le dita, il piede in tutti i suoi lati, la tibia e il ginocchio ed entrambi eseguiti con differenti esecuzioni (tutto quello sopra citato viene anche definito "Atemijutsu", cioè l'arte del colpire, che di solito precede una qualsiasi tecnica di "Torite", cioè di grappling o presa: strangolamenti, soffocamento, leve articolari e proiezioni).
- Shime-Waza in giapponese traslitterato vengono definite le tecniche di soffocamento e strangolamento (per far perdere conoscenza, immobilizzare o uccidere).
- Kansetzu-Waza in giapponese traslitterato vengono definite le tecniche di leva articolare (per provocare lesioni articolari,  immobilizzare o uccidere se effettuate al collo).
- Nage-Waza in giapponese traslitterato vengono definite le tecniche di proiezione.
- Ne-Waza in giapponese traslitterato vengono definite le tecniche di lotta al suolo (usate solo in ambito sportivo); è la più recente delle specialità ufficiali di competizione JJIF ed è simile al Ju Jitsu brasiliano.
- Bukijutsu in giapponese significa l'arte (dell'uso) di armi di vario genere: percussione, taglio, lancio o da fuoco, che spesso accompagnano la pratica del Jujutsu, e che con esso formano il Bujutsu (che in giapponese significa arti marziali).

## Stili antichi

### Daito Ryu Jujutsu Renshinkan 松武會 大東流柔術
stile codificato da Toshimi ‘Hosaku’ Matsuda (1895 - ?) allievo diretto di Sokaku Takeda, kyoju-dairi 教授代理, insegnante con licenza di Sokaku Takeda. La scuola di Matsuda la Shobukai 松武会 ha influenzato diversi stili di Jujutsu. Tra i suoi studenti un coreano che in seguito avrebbe contribuito alla crescita dell'Hapkido in Corea. Inoltre, dal 1930 al 1936  Yoshiharu Okuyama, meglio conosciuto come Ryuho Okuyama, fondatore dell'Hakko-ryu Jujutsu . Tra tutti gli studenti di Matsuda, meglio conosciuti per aver mantenuto l'eredità del Daito-ryu Jujutsu, ci sono senza dubbio Takeshi Maeda (Daito Ryu Aikijujutsu Renshinkan ) , Ryuho Okuyama (Hakkoryu ) , Masao Hayashima (fondatore del Doinjutsu) e Jang In Mok (precursore del Hwarangdo e dell'Hapkido). La scuola fu diffusa in Giappone da Maeda Sensei (Daito Ryu Aikijujutsu Renshinkan) ed oggi tramandata da Michio Takase. 松田敏美伝大東流合気柔術「練心館」. In Italia rappresentata dal Maestro Alfonso Torregrossa Shibu Cho - Soden Shihan, primo studente Uchi Deshi straniero non giapponese ad entrare per la prima volta nella scuola di Gunma nel 2002 diretta da Michio Takase Kancho, attuale erede legittimo.

### Asayama Ichiden-ryu
L'Asayama Ichiden-ryū è un'arte marziale fondata nel tardo periodo Muromachi da Asayama Ichidensai Shigetatsu.
Ci sono spesso storie contrastanti tra le scuole di arte marziale che hanno molti rami su chi ha effettivamente fondato la scuola e come. In alcuni casi questo deriva dal fatto che i samurai cambiavano i loro nomi. Asayama Ichiden Ryū Taijutsu è una di quelle scuole. Il fondatore è andato da molti nomi e ci sono molte storie diverse e contrastanti circa il fondatore e la scuola. Diversi siti web discutere la stessa figura, ma con un diverso nomi.
L'Asayama Ichiden-ryu è stata fondata da Asayama Ichidensai Shigetatsu come solo un atemi (sorprendente) e arte dell' inversione, a parte jujutsu, l'arte contiene anche gyakute-Jutsu, una rara arte di inversione che zing un breve palo di legno 37 o 27 cm di lunghezza. L'arte si impara prima a mani nude, ma le sue tecniche possono essere utilizzate anche con un ventilatore in acciaio. Ci sono molti rami diversi in diverse parti del Giappone e negli Stati Uniti, ognuno con le proprie caratteristiche.
L'arte è stata inizialmente insegnata nel dominio Aizu, che è la stessa area che Daito Ryu ha dato origine da qui una possibile ragione per alcuni esperti che notano somiglianze nei vari waza che sono condivisi. Alla fine l'arte è stata promossa in tutta la regione dalla Casa Tanaka, che erano anziani in consiglio al Signore di quella zona. Durante il periodo Meiji (dal 1868 al 1912), il capo dell'arte è stato nominato Tamatso Tanaka, il capo della dodicesima generazione dell'arte. La sua popolarità attuale era dovuta alla nomina di Tanaka di Okura Hisajiro Naoyuki come capo Style.

### Gyokushin-ryu
Il Gyokushin-ryū era uno stile Koryu jujutsu noto per il suo vasto arsenale di sutemiwaza (lanci di sacrifici). Condivideva molte tecniche con Daitō-ryū Aiki-jūjutsu. Yoseikan Budō discende parzialmente da questo stile.

### Sosuishi-ryu
Il Sōsuishi-ryū è una Arte marziale giapponese fondata nel 1650 che si concentra su Kumi Uchi (jujutsu) e Koshi no Mawari (iaijutsu e kenjutsu). Il titolo della scuola appare anche nell'antico densho (rotoli che documentano la ryuha) come Sōsuishi-ryū Kumi Uchi Koshi No Mawari e nel libro Sekiryūkan No Chōsen, che è stato approvato e pubblicato dallo Shadanhōjin Sekiryūkan nel 2003. Nel Bugei Ryūha Daijiten, Sōsuishi-ryū è incrociato ed elencato sotto la voce/titolo di Futagami-ryū. Include una breve categorizzazione, storia e descrizione della scuola.
Le tecniche di Sōsuishi-ryū corrispondono ad altre ryūha fondate durante il Keicho e il primo Edo periodo del Giappone. Per esempio: atemi (colpire) è usato per distrarre il nemico; mancanza di tecniche di chiusura congiunte eccessivamente complesse; tecniche di ritenzione delle armi (incluso l'uso di spade lunghe e corte); difese contro nemici armati e disarmati; e l'uso di tattiche difensive e offensive. Ci sono diverse tecniche di base e avanzate in Sōsuishi-ryū, come atemi, ukemi, tai-sabaki, kansetsu-waza e nage-waza. Alcuni aspetti sono quasi identici e direttamente correlati a quelli trovati in Takenouchi-ryū come: torite, hade, kogusoku e Kumi-uchi.

### Sekiguchi-ryū
Il Sekiguchi-ryu è una forma di Jujutsu creata nel 1640 circa, anche se oltre al medesimo stile, comprendeva anche tecniche prese dal Kenjutsu, dal Iaijutsu e dal Kyusho-jutsu. Il suo fondatore fu Sekiguchi Ujimune, detto Jushin, membro del clan Seiwa Genji Imagawa che decise di dedicare la sua vita all'allenamento delle arti marziali. Lasciò il castello del clan per andare sui Monti Atago, dove si sottopose a un'intensa preparazione fisica e spirituale. Da questa preparazione nacque il Sekiguchi-ryu, e le voci su Jushin e sulla sua arte si diffusero velocemente. Tokugawa Yorinobu, capo del Kishu Han, aveva sentito parlare di lui, e dopo averlo incontrato, lo invitò come ospite nel suo palazzo per insegnargli il Sekiguchi-ryu. Grazie a questa alleanza il Sekiguchi-ryu si diffuse in Giappone. Dopo che i manoscritti sulla sua origine vennero distrutti durante la seconda guerra mondiale, il 12° Soke, Yoshitaro, restaurò l'arte e la riportò in auge.

### Shindo Yoshin-ryū
Lo Shindō Yōshin-ryū, che letteralmente significa Willow School, è una tradizionale scuola (koryū) di Jujutsu. Il primo kanji del nome originariamente tradotto in Nuovo, ma nel ramo mainline del kanji per nuovo fu finalmente cambiato nell'omofonico sacro. La tradizione dello Shindō Yōshin-ryū fu fondata alla fine del periodo Edo da un fermo clan Kuroda di nome: Katsunosuke Matsuoka (1836–1898) Katsunosuke nacque nell'Edo-Hantei, il quartier generale Edo del clan Kuroda nel 1836. Katsunosuke aprì il suo primo Dojo nel 1858 nel distretto Asakusa di Edo, dove insegnò Tenjin Shinyō-ryū jūjutsu. Nel corso degli anni Katsunosuke si convinse che il sistema contemporaneo jūjutsu del tardo periodo Edo, aveva perso molta della sua utilità militare evolvendo di più in sistemi per la sfida individuale che in efficace impegno militare. Le sue principali influenze sono il Tenjin Shin'yo-ryu e lo Yoshin-ryu. Questo stile enfatizza la grazia e il movimento naturale. Sebbene lo Shindo Yoshin-Ryu rifletta le combinazioni di elementi dei due stili sovracitati, il suo waza mostra un'esecuzione della tecnica più morbida e più influenzata dalle armi. Il suo ramo Takamura include ulteriore influenza dal Matsuzaki Shinkage-ryu Hyoho.

### Kukishin-ryū
Il Kukishin-ryū originariamente Nine Gods Divine School (tradotto anche come Ne Demon Divine School da molti gruppi moderni con lignaggi diversi) è un ramo di Jujutsu presumibilmente fondato nel XIV secolo da Kuki Yakushimaru Ryūshin (Yakushimaru Kurando). È un 'sōgō bujutsu, che significa che insegna diverse arti come Taijutsu, bōjutsu, naginatajutsu, Kenpō, hanbō Jutsu, sōjutsu e heiho. Kukishin-ryū e il suo fondatore sono elencati nel Bugei Ryūha Daijiten o The Encyclopedia of Martial Art Schools. La sua tecnica di grappling è il Jujutsu Taijutsu. Questa arte consiste di serrature, intrighi, strangolamento, colpire e calci, così come l'uso di piccole armi come shuriken. Le tecniche Taijutsu di Kukishin-ryū furono alterate dal settimo capo della scuola Kiyotaka Kuki, e organizzate da suo figlio Sumitaka. Ciò era perché le tecniche di Atekomi (colpendo) hanno prevenuto occasionalmente quando l'armatura è stata portata ed è diventata antiquata. Queste tecniche sono state modificate per adattarsi al primo Edo jidai. Alla fine dell'era Edo, il venticinquesimo Soke, Takatomo Kuki, ideò la Kihongata che consisteva in otto tecniche utilizzate per insegnare le basi delle arti Ryu ai principianti, tuttavia, questa recensione fece poco per placare la sua brutalità nell'apprendimento e nell'insegnamento. Nel tentativo di rendere più sicuro l'apprendimento e l'insegnamento, Takatomo modificò le tecniche in modo che i principianti potessero praticare senza subire lesioni. Takatomo prestò servizio presso Nijō Castle in Kyoto, dove il 28 febbraio 1864 visitò la corte imperiale e dimostrò i suoi nuovi metodi all'imperatore.

### Tenjin Shin'yo-ryu
Il Tenjin Shinyo-ryu Tenjin Shin'yō-ryū, che significa Divina Vera Scuola di Salice, può essere classificato come una scuola tradizionale (koryū) di jujutsu. Fu fondata da Iso Mataemon Ryūkansai Minamoto no Masatari nel 1830.  Il suo programma comprende atemi-waza (tecniche di innesco), nage-waza (tecniche di lancio), Torae-waza (metodi di immobilizzazione) e Shime-waza (tecniche di soffocamento). Un tempo un sistema di jujutsu molto popolare in Giappone, tra i famosi studenti che hanno studiato l'arte erano Kanō Jigorō, la cui arte moderna di judo era fortemente ispirata dal Tenjin Shin'yō-ryū e Kitō-ryū.
Essenzialmente, Tenjin Shinyo-ryu è la fusione di due sistemi separati di jujutsu: il Yōshin-ryū e Shin no Shinto-ryu. La caratteristica distintiva di questa particolare scuola è l'uso di 'atemi' o scioperi per interrompere l'equilibrio dell'avversario e un movimento del corpo più flessibile e scorrevole di quello che si vede in alcune vecchie scuole di jujutsu. Le scuole più vecchie impiegano movimenti un po' più grandi e lenti per imitare l'uso dell'armatura sul campo di battaglia. Tenjin Shinyo-ryu è stato sviluppato dopo il periodo della guerra civile in Giappone; così, senza armatura, i movimenti enfatizzati erano più veloci e più scioperi sono stati incorporati. Gli attacchi erano rivolti principalmente a punti vitali e meridiani umani, che erano esposti a causa della mancanza di armatura.

### Tsutsumi Hōzan-ryu
Lo Tsutsumi Hōzan-ryū o Hōzan-ryū è un Koryu Sogo bujutsu o completo arte marziale giapponese.
Fondata da Tsutsumi Hōzan (Tsutsumi Yamashiro no kami Hōzan), la data della sua fondazione è discutibile.  Il periodo più probabile per la sua fondazione sarebbe stato alla fine del XIV o all'inizio del XV secolo.  Dal momento che Tsutsumi Hōzan era il dodicesimo discepolo del sacerdote Jion, è lecito supporre che lo stile di spada di Tsutsumi Hōzan-ryū fosse basato sul Nen Ryu di Jion. Hōzan era anche abile con il Jitte e a jujutsu, originariamente indicato come Yoroi Kumi (aggrapparsi all'armatura).  Tradizionalmente, Tsutsutsumi Hōzan-ryū includeva anche Yari (lancia), bo (bastone), torinawa o hojojutsu (tecniche di legatura), e Kusarigama.  Alcuni suggeriscono anche manriki o manriki-gusari (catena) e chigiriki e jo (personale e catena) potrebbero essere stati inclusi nel sistema.

### Tagaki Yoshin-ryu
Il Takagi Yoshin-ryū (Cuore Takagi della scuola di Willow) era una scuola di arti marziali giapponesi. È stata fondata da Ito Sukesada, sulla base di tecniche che ha imparato da un ascetico chiamato So Unryu. Insegnò questo sistema a un samurai di nome Takagi Oriuemon Shingenobu, e il nome di Takagi fu aggiunto a quello della scuola. Tagaki era già un insegnante di Jutaijutsu, un sistema di presa disarmato simile all'arte cinese di Taijiquan. Fu riconosciuto come un Shihan da Imperatore Higashiyama nel 1695.
Il ryū Takagi fu influenzato da altre arti, in particolare Takenouchi-ryū e Kukishin-ryū. Un incontro tra i direttori degli stili Tagaki e Koshin nel XVII secolo portò ad un'ulteriore formazione incrociata tra le due scuole.

### Ryoi Shinto-ryu
Il Ryōi Shintō-ryū Jūjutsu, (noto anche come Fukuno-ryū , Shintō Yawara, o Ryōi Shintō-ryū Yawara è una scuola tradizionale di jujutsu, fondata all'inizio del XVII secolo da Fukuno Shichirouemon Masakatsu.
Il Ryōi Shintō-ryū Denju Mokuroko spiega il significato di Ryōi Shintō come segue: Il significato di Ryōi Shintō-ryū è di spostare bene il tuo cuore (allora incontrerai armonia (o Yawara, una sterna alternativa per jujutsu). In alternativa, il Ryōi Shintō-ryū Ryakushi riporta che Fukuno disse: Ryōi Shintō significa: applicare abilmente la mente e colpire con facilità.

### Fusen-ryu
Il Fusen-ryū era una scuola tradizionale di jujutsu fondata da Motsugai Takeda. Esso contiene un sistema completo di arti marziali, compresi i combattimenti non armati (jutsu), il personale (jojutsu), il personale corto (jojutsu), la spada (kenjutsu), il disegno della spada (iaijutsu), aive (naginatajutut), scythe (nagikasu), scythe e catena (kusarigamajutsu) e Jitte (jittejutsu).
Sebbene giovane rispetto ad altri Koryu jujutsu, Fusen-ryū è ben noto nei circoli di arti marziali a causa di uno dei suoi maestri, Mataemon Tanabe, e la sua rivalità con la scuola Kodokan Posterior Fusen-ryū praticanti sarebbero studenti di Tanabe Taro Miyake e Yukio Tani. Inoltre, secondo la credenza popolare, Doshin So, il fondatore di Shorinji Kempo, è stato addestrato in Fusen-ryū jujutsu.
Anche se il suo stile jujutsu è popolarmente ritenuto altamente specializzato in Newaza o groundfighting, come lo era lo stesso Tanabe, in realtà si concentrava piuttosto su Gyaku-waza o stand-up grappling, specialmente blocco del polso. Altrimenti, la scuola Fusen-ryū presentava un curriculum completo di atemi-waza (tecniche di colpo), nage-waza (tecniche di lancio) e Shime-waza (tecniche di soffocamento).

### Araki-ryu
L'Araki-ryū, è un'arte marziale giapponese koryū fondata durante il Sengoku jidai da Araki Mujinsai Minamoto no Hidenawa. Araki-ryu è un sistema completo che si specializza nell'uso e nell'applicazione di molte armi tradizionali giapponesi come lancia, Glaive, spada lunga e corta, bastone, corda, catena e falce e torite-kogusoku (aggrapparsi in armatura leggera con armi).
Araki Ryu è stata fondata nel periodo Tensho, circa 1573. La sua creazione è attribuita ad Araki Mujinsai (o Muninsai) Minamoto no Hidetsuna. Le tecniche Torite-kogusoku sono al centro della tradizione marziale. Attraverso un esame dei registri di oltre quaranta linee di Araki-ryu, quasi tutti provengono dalla 2ª generazione Mori Kasuminosuke. Araki Ryu si diffuse abbastanza ampiamente in tutto il Giappone: tradizionalmente, dopo aver ricevuto una licenza di insegnamento, si stabiliva il proprio dojo o linea indipendente. Tuttavia, queste linee separate mantenevano lo stesso insieme centrale di tecniche di presa.
Attualmente, la linea centrale di questa tradizione marziale si trova nel villaggio di Isezaki in Giappone, iniziato dalla 9ª generazione Shihan Komine Bundayu, e il suo studente, Kurihara Iomji Masashige. La linea Isezaki ha conservato gran parte del curriculum originale, anche se non c'è modo di sapere quanto sia vicina la sua espressione attuale alla versione originale. La linea Isezaki si concentra su un'enfasi sul combattimento con le armi. Hanno anche numerosi kata arma-su-arma, molto probabilmente sviluppati attraverso scambi tra le tradizioni marziali della zona, in particolare Kashima Shinden Jikishinkage-ryū e Kiraku-ryu.

### Hontai Yoshin-ryu
L'Hontai Yōshin-ryū è una scuola koryū tradizionale di arti marziali giapponesi fondata dagli insegnamenti originali di Hontai Yoshin Takagi Ryu, c. 1660, di Takagi Shigetoshi.
Questa scuola era attiva durante il periodo Edo, particolarmente dominante negli Himeji-han e Ako-han. L'attuale preside (sōke) è Inoue Kyoichi Munenori che succedette a suo padre Inoue Tsuyoshi Munetoshi. Il passaggio avvenne il 16 gennaio 2005.
Il sistema insegna arti di lotta disarmate e varie arti delle armi tra cui bōjutsu, hanbōjutsu, iaijutsu e kenjutsu.
Anche se ci sono un numero limitato di scuole ufficiali Hontai Yōshin-ryū in tutto il mondo, molti occidentali hanno beneficiato dello studio presso la sede centrale in Giappone. Pertanto, l'influenza della scuola sullo sviluppo del moderno jujutsu è significativa. L'Hontai Yōshin-ryū rimane fedele ai suoi valori e alle sue tradizioni e non sostiene la commercializzazione.

### Iga-ryu
L'Iga-ryu è un termine ombrello per jujutsu e Ninjutsu tradizioni che provengono dalla regione di Iga, secondo la leggenda giapponese. Divenne una delle due tradizioni ninja più conosciute in Giappone. Le tradizioni di Iga-ryū hanno avuto origine nella provincia di Iga nell'area intorno alle città di Iga, Ueno e Nabari (moderna città di Iga e Nabari nella prefettura di Mie). Iga-mono è un sinonimo di Iga ninja.
Iga ninja sono stati addestrati in travestimento, fuga, occultamento, esplosivi, medicine e veleni, così come forme più convenzionali di guerra come il combattimento disarmato e varie forme di armi. Usavano ganci per scalare e molti strumenti diversi, come grimaldelli e scale. Secondo i Bansenshukai, i ninja di Iga della famiglia Fujibayashi usavano anche uno speciale galleggiante d'acqua chiamato Mizugumo (esposto presso l'Iga-ryu Ninja Museum). Anche il ninja dell'Iga-ryū era diviso in diverse classi e ranghi, basati esclusivamente sul livello di abilità del ninja. Questa gerarchia fu semplificata negli scritti dell'autore della metà del XX secolo Heishichiro Okuse, che li etichettò in tre categorie generali: Jonin (ninja superiore), Chūnin (ninja medio) e Genin (ninja inferiore).

### Kashima Shin-ryu
Il Kashima Shin-ryū è un'arte marziale giapponese koryū la cui fondazione risale agli inizi del XVI secolo. L'arte ha sviluppato una certa notorietà in Giappone durante l'inizio del XX secolo sotto Kunii Zen'ya (1894-1966), la 18ª generazione di sōke (preside). L'attuale sōke è la 21ª generazione di Kunii Masakatsu. Mentre la linea è ancora guidata dalla famiglia Kunii, il titolo di sōke è ora in gran parte onorifico, e la responsabilità per la conservazione e la trasmissione del ryūha si trova ora nella linea shihanke, attualmente rappresentata dalla diciannovesima generazione, Seki Humitake.

### Takenouchi-ryu
L'Hinoshita Torite Kaisan Takenouchi-ryū è uno dei più antichi jujutsu koryū in Giappone. Fu fondata nel 1532, il primo anno di Tenbun, il ventiquattresimo del sesto mese lunare da Takenouchi Chūnagon Daijō Nakatsukasadaiyū Hisamori, il signore del castello di Ichinose a Sakushū. Anche se è famosa per il suo jūjutsu, Takenouchi Ryū è in realtà un'arte marziale completa tra cui grappling armato (Yoroi kumiuchi), personale (bōjutsu), spada (kenjutsu), disegno della spada (iaijutsu), Glaive (naginatajutsu), ventilatore di ferro (tessenjutsu), corda di contenimento (hojōjutsu) e tecniche di rianimazione (sakkatsuhō). Le sue tecniche di jūjutsu sono state influenti nella fondazione di molte altre scuole in Giappone. Takenouchi Ryū è ancora attivamente trasmesso oggi dai membri della famiglia Takenouchi, così come da altri gruppi sia all'interno che all'esterno del Giappone.
Insieme allo Yōshin-ryū e al Ryōi Shintō-ryū, il Takenouchi-ryū era una delle tre più grandi, importanti e influenti scuole Jūjutsu del periodo Edo (Edo jidai 1603 - 1868) prima dell'ascesa del Judo.
Takenouchi Ryū è meglio conosciuto per il suo jūjutsu, su cui copre un vasto terreno. Le sue tecniche di jūjutsu disarmato includono tehodoki (rottura dell'impugnatura), ukemi (rotolamento), nagewaza (lancio), kansetsuwaza (dislocazione delle articolazioni), atemi (punti deboli che colpiscono), shimewaza (soffocamento),  Newaza (tecniche di terra) e kappō (rianimazione). Questi sono combinati per formare kata per le varie sezioni di jūjutsu insegnate, tra cui Toride (cattura e contenimento), hade (attacco punti vitali disarmati) e kumiuchi (presa). Questi kata disarmati sono i più noti del Takenouchi Ryū jūjutsu, ma non sono veramente il suo fondamento. Come riferito nel mito di istituzione della scuola, le forme centrali di jūjutsu in Takenouchi Ryū sono il kogusoku Koshi no Mawari, tecniche di lotta armata utilizzando la spada corta kogusoku contro avversari armati. 
È su questa base che il resto delle tecniche di jūjutsu sono state sviluppate da Hisakatsu e Hisayoshi, il secondo e terzo capo della scuola.
Al di là del nucleo di jūjutsu, vengono insegnate molte armi diverse. Questi includono la spada, il bastone, la corda, la Naginata e altro ancora. Il curriculum della spada è diviso in sezioni principali, con il kenjutsu che copre la spada di base contro un avversario armato allo stesso modo, il Saide che copre le prese con la spada e l'Iai che copre le tecniche di tiro rapido della spada e di colpo. Il personale è fondamentale per lo studio del movimento di Takenouchi Ryū, e come tale costituisce una parte importante del curriculum. Il lavoro del personale si rivolge a varie lunghezze di personale, in particolare bōjutsu per il personale dei sei shaku e shinbō per un personale leggermente più corto. Altre misure insegnate includono jōjutsu per il comune pentagramma dei quattro shaku, e hanbō per i bastoncini più corti lunghi circa tre shaku. Le corde di corda sono un'importante aggiunta alle arti di arresto di Toride, e le tecniche di legatura degli avversari chiamati hojōjutsu o hobaku vengono insegnate usando l'Haya nawa che è una corda del sole a due shaku cinque, tradizionalmente di colore viola.
Takenouchi Ryū è forse meno conosciuto per le sue altre tecniche di armi, ma come un vero sōgō bujutsu conserva una serie di armi da usare sia dentro che fuori il campo di battaglia. Il Naginata e Kusarigama sono coperti, così come il truncheon Jutte, shuriken lancio freccette, e il ventilatore di ferro Tessen. Alcuni kata presentano armi piuttosto particolari destinate a mostrare l'uso di oggetti di uso quotidiano per la difesa contro gli attacchi con la spada. Questi includono il Kasa, un ombrello in stile giapponese e il nabebuta, un coperchio in legno per una pentola da cucina.

### Tennen Rishin-ryu
Il Tennen Rishin-ryū è un'arte marziale giapponese, comunemente conosciuta come lo stile praticato da diversi membri del nucleo del Shinsengumi.
Il ryu Tennen Rishin è una scuola di scherma tradizionale, codificata durante l'era Kansei (1789-1801) da Kondō Kuranosuke Nagahiro (o Nagamichi). Ci sono poche informazioni su di lui: proveniva dalla provincia di Tōtōmi (attuale prefettura occidentale di Shizuoka), ma nessuno sa quando sia nato. Visitò molte province per il suo Musha shugyō, diventando infine membro del Kashima Shintō-ryū. Anche se molto probabilmente sarebbe stato nominato insegnante di questo stile, lasciò lo Shintō-ryū con l'obiettivo di creare un nuovo sistema di combattimento basato sulla spada. In quegli anni, infatti, l'arte della spada giapponese si evolse gradualmente dal katageiko rigido (pratica della forma eseguita con bokutō o con spade a taglio smussato chiamate habiki) verso una pratica libera chiamata shinaigeiko (nota anche come gekiken). Questo tipo di addestramento ha permesso a due praticanti di allenarsi senza il rischio di gravi lesioni grazie alle spade di bambù (Shinai) e alle armature che proteggono la testa (uomini), il braccio (Kote) e il torso (dō). Con alcune eccezioni, il gekiken popolare della seconda metà del periodo Edo era abbastanza simile al moderno Kendō.
Kuranosuke organizzò tutta la sua conoscenza delle arti marziali in un nuovo sistema di insegnamento e trasmissione; per questo motivo, anche se codificato durante il periodo Edo, Tennen Rishin Ryū potrebbe essere elencato tra le nuove scuole chiamate shin ryūha. Questo era un punto di rottura tra koryū (vecchie scuole) e Gendai budō (arti marziali sviluppate dopo la Restaurazione Meiji). Creò la sua scuola sintetizzando un vero combattimento con la spada in ogni occasione, attenendosi a uno stile di scherma il cui ultimo obiettivo era ottenere la vittoria completa senza perdere la calma di fronte a un nemico.

### Yagyu Shingan-ryu
Il Yagyū Shingan-ryū è una scuola tradizionale (koryū) di arti marziali giapponesi.  Diversi stili di Yagyū Shingan-ryū, come Heihojutsu e Taijutsu, affermano diversi fondatori, rispettivamente Takenaga Hayato e Araki Mataemon, ma tutti tornano a Ushū Tatewaki, indicato in alcuni rotoli storici come Shindō Tatewaki, che ha insegnato un sistema basato su Sengoku-tattiche sul campo di battaglia periodo, che è stato chiamato Shindō-ryū.
La parola shingan è radicata nella filosofia Zen ed è stata scelta per descrivere un concetto fondamentale dello stile.  Shingan significa l'occhio della mente, o occhio del cuore, e si riferisce alla capacità di percepire o leggere le intenzioni di un avversario attraverso un senso interiore. Originariamente chiamato semplicemente Shingan-ryū, fu in seguito rinominato Yagyū Shingan-ryū, a causa dell'influenza di Yagyu Tajima no Kami Munenori Yagyu Shinkage-ryu.
Yagyū Shingan-ryū è stato creato per essere un'arte sul campo di battaglia con un ampio curriculum completo di armi, e tecniche di presa per l'uso sia mentre corazzato e non corazzato. Le tecniche di Yagyū Shingan-ryū erano progettate per eliminare un nemico rapidamente e senza sforzo. Nei primi tempi, entrambe le scuole Yagyū Shingan e Shinkage erano considerate simili, in quanto entrambe consistevano in una serie di tecniche di combattimento armate e disarmate. Tuttavia, con l'evolversi delle due scuole, lo Yagyū Shinkage-ryū si concentrò principalmente sull'abilità con la spada (kenjutsu), mentre lo Yagyū Shingan-ryū continuò come sistema di combattimento completo, addestrando diverse arti, tra cui jutsu, combattimenti con il personale di quartiere (bōjutsu), combattimenti Glaive (naginatajutsu), tecniche di disegno con la spada (iaijutsu) e combattimento con la spada (kenjutsu).

### Tatsumi-ryu Jiu-Jitsu
Il Tatsumi-ryū è una scuola tradizionale (koryū) di arti marziali giapponesi fondata all'inizio del XVI secolo da Tatsumi Sankyo.
Tatsumi Sankyo nacque nell'attuale prefettura di Ehime, in Giappone, sull'isola di Shikoku. Si pensa che sia stato attivo come guerriero (Bushi) nell'era Eishō (1504-1520). Tatsumi addestrato nelle arti marziali fin dalla tenera età. Di conseguenza, non fu mai sconfitto, né sul campo di battaglia né in un singolo combattimento.
Tatsumi-ryū è un bujutsu, che comprende molte delle classiche abilità marziali e strategiche della bugeisha. L'arma centrale di Tatsumi-ryū è la katana, e l'addestramento per usare la spada in combattimento costituisce la maggior parte del curriculum. L'uso di altre armi, come la lancia ([Yari), Glaive (Naginata), il bastone lungo (rokushaku-bō) e il bastone corto (hanbō), è intrapreso con l'obiettivo di consentire allo spadaccino di sconfiggere tali armi. Infatti, gli studi di 'Naginata', 'rokushaku-bō', e 'hanbō' sono classificati come parte del curriculum di scherma (kenjutsu) e non sono considerati aree di studio separate. Pertanto, nella pratica di esercizi predeterminati con i partner (kata) queste armi sempre "perdere" alla spada.
La scuola contiene anche un ampio curriculum per le arti di lotta disarmate (che Tatsumi-ryū definisce Yawara, piuttosto che jujutsu).
Il programma Yawara include l'allenamento per il combattimento sia dentro che fuori dall'armatura, e copre una vasta gamma di tecniche e situazioni. Nel programma Yawara sono inclusi anche il Katsu e l'arte di trattenere una persona con tecniche di legatura della corda (hojōjutsu). Il curriculum include anche una serie di armi per le quali non ci sono kata, ma a cui si fa riferimento nei rotoli di Tatsumi-ryū (makimono). Questo include il bastone (Jutte), la lama di lancio (shuriken), la ventola di ferro (Tessen) e la catena ponderata (manriki-gusari).  Questi rotoli includono anche una serie di "casi studio" di varie situazioni, fascino esoterico, Shudan sentōhō, e tecniche di esplorazione, ricognizione e osservazione, così come una serie di altri insegnamenti su diversi aspetti della cultura e della filosofia guerriera.

### Wado-ryu Jiu-Jitsu
Il nome Wadō-ryū ha tre parti: Wa, dō e ryū. Wa significa armonia dō (stesso carattere del tao) significa modo, e ryū significa scuola o stile. L'armonia non deve essere interpretata come pacifismo; è semplicemente il riconoscimento che la resa a volte è più efficace della forza bruta.
Da un punto di vista, il Wadō-ryū potrebbe essere considerato uno stile di jūjutsu piuttosto che di karate. Hironori Ōtsuka abbracciò il jujitsu e fu per un certo periodo il suo capo istruttore. Quando Ōtsuka registrò per la prima volta la sua scuola con il Dai Nippon Butoku Kai nel 1938, lo stile fu chiamato Shinshu Wadō-ryū Karate-Jūjutsu, un nome che riflette il suo carattere ibrido. Ōtsuka era un praticante Shindō Yōshin-ryū e uno studente di Yōshin-ryū quando incontrò per la prima volta il maestro di karate okinawano Gichin Funakoshi. Dopo aver imparato da Funakoshi, e dopo la loro scissione, con maestri okinawani come Kenwa Mabuni e Motobu Chōki, Ōtsuka fuse Shindō Yōshin-ryū con il karate okinawano. Il risultato degli sforzi di Ōtsuka è il Wadō-ryū Karate.
Per l'osservatore non addestrato, Wadō-ryū potrebbe sembrare simile ad altri stili di karate, come Shito ryu o Shorin ryu. La maggior parte dei principi sottostanti, tuttavia, derivavano da Shindō Yōshin-ryū, uno stile di Jujutsu incentrato sull'atemi waza. Un blocco nel Wadō può sembrare un blocco nel ryu Goju/Uechi, ma sono eseguiti da prospettive diverse.
Un principio chiave nel Wadō-ryū è quello del tai sabaki (spesso erroneamente indicato come 'evasione'). Il termine giapponese può essere tradotto come gestione del corpo e si riferisce alla manipolazione del corpo in modo da spostare il difensore e l'attaccante fuori pericolo. Il modo per raggiungere questo obiettivo è quello di 'andare avanti' piuttosto che 'muoversi contro'-o armonia piuttosto che forza fisica. La competizione di karate moderna tende a trasformare Wadō-ryū lontano dalle sue radici verso un nuovo karate generico che fa appello più alle esigenze di spettatori e concorrenti.
Mentre i principi fondamentali (almeno per quanto riguarda la trasmissione del peso corporeo in pugni) di girare sul tallone rimangono in Wado, in quanto è il modo più veloce per spingere i fianchi in direzione di attacco, la progressione alla palla del piede è un segno distintivo dello stile.

### Yoshin-ryu
Lo Yōshin-ryū ("La scuola del cuore di salice") è un nome comune per una delle diverse tradizioni marziali fondate in Giappone durante il periodo Edo. Il più popolare e noto fu lo Yōshin-ryū fondato dal medico Akiyama Shirōbei Yoshitoki a Nagasaki Kyushu nel 1642. La linea Akiyama di Yōshin-ryū è forse la scuola di jūjutsu più influente esistita in Giappone. Verso la fine del periodo Edo Akiyama Yōshin-ryū si era diffuso dalla sua base principale nella prefettura di Fukuoka Kyushu, in tutto il Giappone. Nell'era Meiji, lo Yōshin-ryū si era diffuso oltremare in Europa e Nord America, e in Australia e Sudafrica alla fine dell'era Shōwa.
Insieme al Takenouchi-ryū, e al Ryōi Shintō-ryū , lo Yōshin-ryū, era una delle tre più grandi, importanti e influenti scuole Jūjutsu del periodo Edo (Edo jidai 1603 - 1868) prima dell'ascesa del Judo.

### Tenshin Shoden Katori Shinto-ryu
Il Tenshin Shōden Katori Shintō-ryū è una delle più antiche scuole di Koryū Jujutsu tuttora esistente.
Fu fondato nel 1447 da Izasa Iienao presso il tempio di Katori dedicato a Futsu-nushi no Mikoto, divinità guardiana della sicurezza dello Stato, dello sviluppo del lavoro e del valore marziale. Per volere del fondatore, la scuola è sempre rimasta indipendente e non si è mai legata ad alcuna famiglia nobiliare.
Per decenni lo shihan è stato Risuke Ōtake, nel 2017 ha ceduto il titolo al figlio secondogenito Shigetoshi Kyōsō (ha un cognome diverso dal padre in quanto è stato adottato dai suoceri per preservarne il cognome). Il primogenito Nobutoshi è stato estromesso dalla scuola ufficiale, ma continua la pratica per conto suo.
L'istruzione impartita è basata sullo studio della Katana (Kenjutsu), che è considerata l'arma principale, e con essa vengono studiate varie altre armi. Il metodo d'insegnamento si basa sull'apprendimento dei Kata, una serie di movimenti codificati di attacco e difesa tra il maestro e l'allievo; di norma il maestro utilizza una Katana di legno (bokken) e l'allievo, di volta in volta, le varie armi previste dalla scuola: bokken, Bō, naginata e yari.
Fanno parte degli insegnamenti della scuola anche l'uso degli Shuriken, il combattimento a due spade (Ryoto) nonché tecniche di strategia militare e aspetti della cultura tradizionale giapponese.

## Stili moderni

### Atemi Jiu-Jitsu
L'Atemi Jiu-Jitsu fu creato nel 1940 da Bernard Pariset, leggenda francese del Judo e del Jujutsu, per riportare alla luce le antiche tecniche di arti marziali ereditate dal Giappone Feudale, tramandando poi la sua arte nelle successive generazioni dei Pariset.
La famiglia Pariset è a volte indicata come i Gracie francesi, dopo aver sviluppato il proprio stile di autodifesa Jujitsu direttamente ispirato dall'originale Judo e vecchi sistemi koryū jujutsu sviluppati per addestrare Samurai guerrieri per sconfiggere un avversario armato e corazzato sul campo di battaglia. La famiglia Pariset ha studiato direttamente con Mikonosuke Kawaishi (10º Dan), il suo assistente Shozo Awazu (9º Dan) e Minoru Mochizuki (10º Dan). Kawaishi era uno studente di Jigoro Kano - fondatore del Judo, e Mochizuki era uno studente di Jigoro Kano, Gichin Funakoshi e Morihei Ueshiba - fondatori di Shotokan Karate e Aikido rispettivamente.
In Giappone, la fine della classe dei samurai fece sì che l'arte del jujitsu si perdesse gradualmente. Le tecniche pericolose sono state portate via da jujitsu per rendere il judo accettabile alla società giapponese moderna. Il peso dei protocolli lasciava poco spazio all'evoluzione, ma in Francia, lontano dalla sfera di influenza dei detentori delle tradizioni giapponesi, era pronto a tornare alle sue radici marziali pur mantenendo l'ambiente di pratica sicuro creato da Kano e beneficiando di miglioramenti moderni. Sotto l'influenza di Kawaishi e del suo metodo di jujitsu (chiamato Judo di autodifesa spietata, derivante direttamente dalle tecniche di combattimento sul campo di battaglia dei samurai), la famiglia Pariset ha fatto rivivere tecniche che erano davvero efficaci in situazioni di combattimento ravvicinato reali, tralasciando tecniche superflue o inefficaci. Questo stile è fortemente radicato nei sistemi di jujitsu tradizionali come Kyushin Ryu, Takenouchi-ryū, Kitō-ryū, Yagyū Shin-ryū, Yōshin-ryū, Tenjin Shin'yō-ryū, e Daitō-ryū Aiki-jūjutsu (la maggior parte dei quali utilizzava atemi ampiamente prima che il judo ne limitasse l'uso).
Il termine Atemi è stato aggiunto al 'Ju-Jitsu' solo per ricordare il ruolo critico svolto dalle tecniche di percussione in molti stili tradizionali Bujutsu. Atemi Ju-Jitsu pone molta enfasi sul posizionamento del corpo (tai sabaki) e sulle tecniche di sbilanciamento (Kuzushi) per rompere l'equilibrio dell'avversario. L'uso di atemi è particolarmente importante in questo sistema sia come mezzo per creare off-balance e colpire punti vitali per neutralizzare l'avversario, prima di preparare la transizione ad altre tecniche come serrature, colpi di scena, lanci, spilli e strozzature/ strangolamenti. L'uso estensivo della leva gioca un ruolo critico fornendo un vantaggio meccanico e riducendo l'uso della forza. Atemi Ju-Jitsu include combinazioni di tecniche di attacco (atemi-waza), tecniche di lancio (nage-waza) e tecniche di presa (katame-waza), consegnato sia in piedi (Tachi-waza) e/ o sul terreno (ne-waza). Le applicazioni pratiche includono un intenso focus su randori e Jiyu kumite per confrontare le tecniche con scenari di vita reale e partner non passivi. Combina le tecniche dei tradizionali sistemi jujutsu dei periodi Muromachi, Azuchi-Momoyama, Edo e Meiji, insieme alle tecniche trovate in Gendai Budo come judo, karate, aikido e savate. Questo ha prodotto un'arte marziale di autodifesa molto efficace e integrata con antiche radici e tradizioni.

### Budoshin-ryu
Il Budoshin ha avuto origine negli insegnamenti di Sanzo Seki (1914-98), nato a Los Angeles da un maestro giapponese di ju-jitsu e da una madre irlandese-americana. Mentre Seki era ancora giovane, suo padre lo mandò in Giappone a studiare con Kanō Jigorō, un esperto in Tenjin Shin'yō-ryū e Kitō-ryū ju-jitsu, ma meglio conosciuto come il fondatore del moderno judo, uno sport olimpico che è cresciuto dal jitsu-ju. Inoltre, Seki ha studiato ju-jitsu come insegnato da suo padre, tornando negli Stati Uniti. a metà degli anni 1930. Ha servito come istruttore di autodifesa senza armi nelle U.S. Army Air Forces durante la seconda guerra mondiale, poi si stabilì nel sud della California.
Seki fondò programmi di ju-jitsu al Burbank YMCA e al Los Angeles Valley College negli anni sessanta. Nell'autunno del 1967, chiese a due dei suoi studenti, George Kirby (1944-) e William Fromm (1935-2003), di assumere il programma Burbank e creare un'organizzazione per promuovere l'arte.
Budoshin è uno stile contemporanea di Jujutsu radicato in antiche tecniche giapponesi, con un'enfasi sull'autodifesa pratica.
Budoshin incorpora nuovi modi marziali come judo (getta, spazza, terreno), aikido (leva, slancio, punti di pressione, serrature congiunte), e karate (calci, blocchi) per offrire un sistema di combattimento vario.
A differenza di Brazilian Ju-Jitsu, Il Budoshin non si concentra principalmente sul combattimento a terra e non è uno sport, anche se alcuni praticanti prendono parte a tornei con gare waza (tecnica) e kumite (sparring). George Kirby - autore di pubblicazioni didattiche e cintura nera "Instructor of the Year" nel 2007 è stato un sostenitore chiave di Budoshin da quando ha contribuito a fondare e codificare lo stile a partire dal 1967.
Le tecniche di budoshin consentono ai praticanti di difendersi sottomettendo gli assalitori in vari contesti e includono lanci, spazzate, serrature articolari, attacchi nervosi, pugni, calci, strangoli e strozzature. Molte tecniche di base che funzionano da una posizione eretta funzionano anche da terra.
Gli studenti di Budoshin imparano a manipolare la pressione e i punti di equilibrio di un aggressore, con un libro esplicativo, Jujitsu Nerve Techniques: The Invisible Weapons of Self-Defense, che appare nel 2001.

### Combat Jiu-Jitsu
Combat Jiu-Jitsu (CJJ) è un ibrido jiu-jitsu No-Gi / MMA brasiliano inventato dalla cintura nera americana di BJJ Eddie Bravo nel 2013. Dopo il successo dei suoi eventi Eddie Bravo Invitational (EBI), Bravo ha deciso di creare un'arte marziale finalizzato all'autodifesa che potrebbe essere utilizzato anche in competizione. Ispirato alle partite di Pancrase e all'originale Gracie Challenge .
CJJ incorpora le tecniche No-Gi BJJ mentre aggiunge colpi di palmo aperto che consentono ai concorrenti di colpirsi a vicenda a terra per aprire la difesa, le partite di CJJ vengono vinte per sottomissione entro il periodo regolamentare o un vincitore è determinato dalle regole degli straordinari EBI.
Si è svolto per la prima volta come partite competitive durante i suoi eventi su invito, a partire dall'EBI 11 nel 2017, il primo evento mondiale di Combat Jiu-Jitsu si è svolto nel 2018. Da allora, sono stati incoronati numerosi campioni del mondo e si è svolto il primo campionato del mondo a squadre alla fine del 2022.

### Daito-ryu Aiki Jujutsu
Il Daitō-ryū Jūjutsu, è un'arte marziale giapponese che divenne noto agli inizi del XX secolo sotto la nave preside di Takeda Sōkaku. Takeda aveva una vasta formazione in diverse arti marziali (tra cui Kashima Shinden Jikishinkage-ryū e Sumo) e si riferiva allo stile che insegnava come Daitō-ryū (letteralmente, Grande scuola orientale). Anche se le tradizioni della scuola affermano di estendersi indietro di secoli nella storia giapponese, non ci sono documenti noti riguardanti il ryū prima di Takeda. Sia che Takeda sia considerato il restauratore o il fondatore dell'arte, la storia conosciuta di Daitō-ryū inizia con lui. Lo studente più noto di Takeda era Morihei Ueshiba, il fondatore di Aikido.
L'Aiki-jūjutsu può essere suddiviso in tre stili: jujutsu (duro); Aiki no Jutsu (morbido); e l'aikijujutsu combinato. Il jujutsu giapponese moderno e l'aikido hanno entrambi origine nell'aikijutsu, che sottolinea "una neutralizzazione precoce di un attacco". Come altre forme di jujutsu, enfatizza il lancio e tecniche di manipolazioni articolari per sottomettere efficacemente o ferire un attaccante. Di particolare importanza è la tempistica di una tecnica difensiva sia per miscelare o neutralizzare l'efficacia di un attacco e di utilizzare la forza del movimento dell'attaccante contro di lui. Il Daitō-ryū è caratterizzato dall'ampio uso di atemi, o dal colpire le aree vitali, per impostare tattiche di tiro o di tiro.
Alcuni dei metodi d'arte che colpiscono impiegano l'oscillazione delle braccia tese per creare potenza e colpire con i pugni ad angoli ingannevoli, come può essere osservato in tecniche come l'atemi che imposta Gyaku Ude-Dori (blocco del gomito inverso). Tokimune Takeda considerava una delle caratteristiche uniche dell'arte essere la sua preferenza per il controllo delle articolazioni di un aggressore abbattuto con il ginocchio per lasciare le mani libere di accedere alle armi o per affrontare la minaccia di altri aggressori.

### Danzan-ryū
Il Danzan-Ryu Jiu-Jitsu è uno stile fondato da Seischiro Okazaki nelle Hawaii.
Egli nacque nel 1890 e all'età di 16 anni emigrò nelle Hawaii, dove, mentre era affetto da una condizione polmonare, iniziò a studiare lo stile Yoshin-Ryu Jiu-Jitsu sotto il sensei Yoshimatsu Tanaka.
Durante i suoi studi Okazaki si rese conto che i suoi sintomi stavano cominciando a svanire.
Okazaki sentiva che lo studio del Jujutsu lo stava aiutando nel suo recupero fisico e di conseguenza decise di dedicare la sua vita all'insegnamento della medesima arte marziale ed i suoi affini.
Nel 1924, tornò in Giappone e intraprese veri studi riguardanti gli stili più popolari di Jujutsu, tra cui lo Yoshin-Ryu ed il Kododan Judo.
Tornato nelle Hawaii, fondò la sua prima scuola di Jiu-Jitsu, detta Kondenkan, che incorporava tecniche dal Lua, dallo Shorin-ryu Karate, dall'Eskrima, dalla Boxe, dal Chin na e dalla lotta popolare, sintetizzandone gli aspetti più efficaci ed usandoli per formare la sua arte marziale, il Danzan-Ryu Jiu-Jitsu.
Questa arte marziale inoltre, prevedeva lo studio tecniche di guarigione.
Durante la guerra, Okazaki ha continuato ad insegnare la sua arte, e ha assistito l'esercito americano nella formazione di un programma di Combat corpo a corpo basato sul Danzan-Ryu.
Dalla scuola di Okazaki, molte altre federazioni moderne hanno usato influenze prese dal Danzan-Ryu, tra cui quella dello Small Circle Ju-Jitsu.

### German Jiu-Jitsu
Il German Ju-Jutsu è un'arte marziale legata al tradizionale Jujutsu, sviluppato in Germania negli anni '60 utilizzando tecniche di Jujutsu, Judo, Karate e varie altre arti marziali tradizionali e moderne. Il suo organo di governo in Germania è il DJJV (Deutscher Ju-Jutsu Verband). I suoi aspetti sportivi competitivi sono coordinati a livello internazionale dal JJIF (Ju-Jitsu International Federation); Ju-Jutsu sotto le regole JJIF fa parte del World Games. Il sistema viene insegnato alle Forze di polizia tedesche.
Nel 1967, i membri del Deutsche Dan-Kollegium (DDK, Consiglio Dan tedesco) hanno iniziato a sviluppare un nuovo sistema di autodifesa basato principalmente su Judo, Karate, e Aikido. Judo e Aikido sono derivati dal tradizionale giapponese Jujutsu. Molta enfasi è stata posta sulle tecniche che potrebbero essere utilizzate in situazioni di vita reale. Nel corso degli anni, l'esperienza di lavoro della polizia e le tecniche di altre arti marziali hanno influenzato il sistema. Nel 2000, tecniche aggiuntive da Arnis, Sambo, Wing Chun, Muay Thai e altre arti marziali sono state ufficialmente incorporate nel ju-Jutsu tedesco.
Il ju-Jutsu tedesco include atemi, tecniche di gomito, calci, ginocchiate, lanci, tecniche di terra (prese dal judo), varie serrature, punti di pressione e tecniche armate, tra le altre, che coprono tutte le distanze. L'allenamento include la difesa contro più avversari. Anche nei primi tempi, a causa dell'origine mista dell'arte, i praticanti combinarono scioperi e blocchi da karate, judo-stile getta e tecniche di grappling, così come in stile aikido.
Esistono diversi sistemi da competizione. Considerando che Jujutsu in alcuni altri paesi europei ha subito processi di modernizzazione che hanno portato a stili simili a ju-Jutsu tedesco, concorsi internazionali sono possibili.
A livello mondiale, ci sono due sistemi di competizione: Il sistema duo coinvolge una coppia di praticanti (jujutsuka) della stessa squadra che dimostrano tecniche di autodifesa contro gli attacchi chiamati casualmente dall'arbitro mat. Il sistema di combattimento prevede il combattimento uno-contro-uno. Nel sistema di combattimento, si distinguono tre fasi, ognuna con regole leggermente diverse. Il round inizia nella fase di combattimento a distanza. Una volta che una presa è stata fatta, la seconda fase viene inserita e i colpi non sono più consentiti. La terza fase viene inserita quando il jutsuka sono giù sul tappeto. È possibile passare avanti e indietro tra tutte le fasi, cioè, se il jutsuka riuscisse a rialzarsi, la prima o la seconda fase ricomincerebbero.

### Hakko-ryū
L'Hakko-ryū Jujutsu è un derivante del Jujutsu fondato da Okuyama Ryuho nel 1941. Okuyana era uno studente di Sokaku Takeda, e praticava lo Shiatsu. Dopo aver terminato gli studi nel 1938 da quest ultimo, fondò il suo primo Dojo ad Asahikawa e lo chiamò Nippon Shidokai Ryubukan. Questo portò al suo distacco dal Daito-ryu, data la sua veneranda età, che lo portò a ideare il suo sistema di arti marziali che univa il Daito-ryu e il Daito-ryu no aiki, ovvero l'Hakko-ryu. L'allenamento dell'Hakko-ryu impiega strategie per difendersi usando movimenti sottili piuttosto che la forza, ma potenti nell'esecuzione. Questo stile si basa sui punti del qi dell'avversario sensibile al dolore, in modo che un praticante possa creargli un dolore acuto ma senza causargli gravi lesioni.

### Hokutoryu Jiu-Jitsu
L'Hokutoryu Ju-Jutsu è uno stile Finlandese dell'arte marziale Jujutsu sviluppato nel 1977 da Auvo Niiniketo. Il nome dello stile si traduce letteralmente come Big Dipper style', anche se è più comunemente tradotto come North Star-style. Lo stile utilizza un nome giapponese per mostrare rispetto al paese di origine di Jujutsu. I praticanti dello stile possono essere riconosciuti dal logo dello stile sul loro jujutsugi, un triangolo rosso inverso.
Lo stile non si basa sulla forza fisica e si basa invece su velocità, tempismo e occhio marziali. Le tecniche dello stile contengono pugni, calci, lanci, takedowns, jointlocks, chokes, pins, breakfalls, clinch fighting, ground fighting e tecniche di arma. Lo stile presenta anche sparring e formazione contro avversari armati e disarmati come una parte importante dello stile. Lo stile cerca di mantenere i principi dell'arte marziale tradizionale giapponese rendendolo più compatibile con la cultura occidentale.
Lo stile funziona sia per gli uomini che per le donne. Circa il 40% dei suoi praticanti sono donne. Niiniketo osserva che le donne sono spesso più tecnicamente competenti, dove come gli uomini possono facilmente ripiegare a fare affidamento su forza bruta.
Ci sono circa 50 scuole di Hokutoryu in tutto il mondo e lo stile si è diffuso in diversi paesi, tra cui: Russia, Bielorussia, Estonia, Iran, Ecuador, Stati Uniti, Svezia e Norvegia. La maggior parte delle scuole si trova in Finlandia.

### Kito-ryū
Il Kito-ryu è uno stile di Jujutsu fondato nel diciassettesimo secolo dai maestri Fokuno e Terada. Questo stile è stato usato da Jigoro Kano per creare le basi sui principi del Judo, che Judo infatti è considerato il successore del Kito-ryu. Inoltre Versioni più sicure e modificate dei lanci del Kito-ryu formano gran parte delle Nagewaza del Judo. La Kitō-ryū include nage-waza (tecniche di proiezione), atemi-waza (tecniche di colpo), kansetsu-waza (tecniche di leva articolare) e shime-waza (strangolamenti). Simile a certi stili di aikijutsu, basa gran parte della sua filosofia su concetti come il ki (filosofia) e l'abilità nel saperlo controllare ed usare. Inoltre, grande peculiarità dello stile è l'uso dei kuzushi come atto propedeutico all'applicazione delle nage-waza.

### Kyushin-ryu
Il Kyūshin-ryū è una forma dell'arte marziale Jujutsu che consiste in tecniche di attacco, lancio e attacco. È stato sviluppato dai samurai nel Giappone feudale come metodo di dispacciamento di un avversario corazzato (e spesso armato) utilizzando tecniche disarmate. Secondo il Densho (rotoli di trasmissione) di varie scuole e documenti storici, questi sistemi di combattimento disarmato cominciarono ad essere conosciuti come Jujutsu durante il periodo Muromachi.
Durante il periodo Edo (1603-1868) diversi stili Jujutsu divennero fondamentali. Queste scuole (o ryu) concentrarono le loro attività su varie tecniche che i loro maestri avevano sviluppato nel tempo. La scuola di Kyushin Ryu si è specializzata in sistemi di Atemi waza (tecniche di colpo). L'arte era praticata da molti shōgun con lo scopo di perfezionare i metodi di attacco delle aree bersaglio esposte intorno all'armatura del loro avversario.
Il credito per la fondazione della scuola Kyushin Ryu è dato a Inugami Sakon-no-Shokan Nagakatsu durante il periodo Eiroku (1558-1570). Nagakatsu era un samurai dell'area di Hikone all'interno dell'antica Kuni (o provenza) di Ōmi, una proprietà del clan Ii. Lavorò come guardia del Palazzo Imperiale nella vicina Kyoto.
Il maestro più degno di nota di Kyushin Ryu Jujutsu in tempi più recenti è Shihan Yoshinori (Yazo) Eguchi della prefettura di Kumamoto, che ha ricevuto il riconoscimento durante le fasi formative del Judo moderno nei primi anni 1880 (periodo Meiji 1868-1912). Nel 1895, il governatore Watanabe della prefettura di Kyoto incontrò i maestri delle scuole più importanti e fondò la Dai Nippon Butoku Kai (Greater Japan Martial Virtue Society). Questa fu la prima istituzione ufficiale di arti marziali giapponesi autorizzata dal Ministero della Pubblica Istruzione e approvata dall'imperatore Meiji. Fu qui nel 1906, che il dottor Jigoro Kano (Kanō Jigorō, 1860-1938) fondatore del judo, selezionò tecniche dalle più influenti scuole Jujutsu.

### Shinden Futo-ryu
Lo Shinden Fudo-ryū (Scuola del cuore immobile) era una scuola di arti marziali giapponesi.
Fondata intorno al 1130 da Ganpachiro Temeyoshi, Shinden Fudo è uno degli stili più antichi di Jujutsu. Si concentra sul lavoro con il proprio ambiente naturale, e come tale la maggior parte della formazione si svolge al di fuori utilizzando oggetti naturali come ausili di formazione. La scuola pone l'accento sul combattimento da qualsiasi posizione ci si trova nel momento in cui inizia una lotta, piuttosto che aver bisogno di prepararsi entrando in una posizione prima. Questo permette al praticante di rimanere ricettivo agli attacchi improvvisi. Come estensione di questo principio, la scuola non ha una posizione formale (kamae); tutte le tecniche partono da una postura naturale, sciolta, in piedi.
La scuola è di origine cinese, basata su tecniche portate in Giappone dai rifugiati buddisti. Era uno degli stili studiati da Edward William Barton-Wright, il fondatore di Bartitsu, e uno dei primi occidentali a praticare le arti marziali giapponesi.

### Shorinji Kan Jiu-Jitsu
Lo Shorinji Kan Jiu Jitsu viene insegnato come un sistema di autodifesa che riconosce che le situazioni possono includere più avversari armati o disarmati, piuttosto che un singolo "one on one" partita ufficiale. Serrature e lanci congiunti, integrati da scioperi indebolimento, sono impiegati per affrontare gli aggressori in modo efficiente. La pratica viene solitamente fatta in coppia, con una persona (uke) che attacca, e l'altra persona (tori) che esegue una tecnica difensiva. Lo stile include alcuni trattamenti di base (Newaza) tuttavia in misura molto minore rispetto ad alcuni stili di jujutsu basati sullo sport. Gran parte del focus della competizione di stili come il Jiu-Jitsu brasiliano e il Judo viene ignorato a favore del mantenimento della consapevolezza dell'ambiente completo, con tutte le possibili minacce considerate. Le prescrizioni comunemente tenute di "lotta pulita" sono ignorate nella Jitsu Foundation e l'uso di tutti i vantaggi disponibili (tra cui colpi all'inguine, stiramento dei capelli, ciocche spinali, rastrelli per gli occhi e, in piccola misura, punti nevralgici), è incoraggiato (anche se in competizioni come la Randori Nationals queste tecniche non sono consentite). Lo stile ha adottato il nome jitsu, una versione abbreviata di Jiu jitsu, o jujutsu.
Le tecniche mirano a utilizzare l'energia, la quantità di moto, le dimensioni e il peso degli attaccanti per affermare un vantaggio per il difensore. Questo permette a un piccolo e debole jitsuka (studente di jujutsu) di sconfiggere un attaccante molto più grande e più forte applicando scioperi, serrature, lanci e immobilizzazioni. A parte le inevitabili variazioni della tecnica che avvengono nel tempo, i principi del TJF sono in linea con la maggior parte dei moderni praticanti di judo e jujutsu, con i lanci dell'anca che formano la base del nage waza. Questi tiri dell'anca sono simili a quelli trovati nella modernizzazione delle arti marziali giapponesi alla fine del XIX e all'inizio del XX secolo e sono come tali distinti dall'equilibrio delle vecchie arti giapponesi, o Kobudo.
I pugni sono insegnati in modo tale da avere spesso già ceduto l'equilibrio dell'attaccante. Questo dovrebbe simulare il pugno commesso. Tuttavia, molti vecchi stili di Budo giapponese hanno sistemi di colpire che volutamente non commettono, e quindi rompere il proprio equilibrio, fino ad assicurare un successo ragionevole. I contatori di questi attacchi più sofisticati sono riservati ai syllabi di grado superiore, in contrasto con la formazione degli stili jiujitsu tradizionali in Giappone, dove l'accento è posto su una filosofia di immersione per tutti gli studenti.
Quando si testano le abilità tecniche di uno studente, Jitsu preferisce la quantità alla qualità e all'alta velocità. Gli studenti sono spesso collocati in situazioni che coinvolgono un elevato volume di attacchi da uke multipli in cui lo studente deve affrontare gli attacchi molto rapidamente prima del prossimo attacco.

### Small Circle Ju-Jitsu
Lo Small Circle Jujitsu è uno stile di jujutsu sviluppato da Wally Jay che si concentra sull'impiego di doppie azioni push/pull simultanee e transizioni fluide.
Wally Jay ha studiato principalmente Danzan-ryū jujutsu sotto Seishiro Okazaki (noto anche come Henry S. Okazaki) alle Hawaii. In precedenza aveva studiato boxe e judo. Mentre Wally Jay acquisiva conoscenza ed esperienza nelle arti marziali, si concentrò sul miglioramento delle tecniche tradizionali. In definitiva, è stato durante i suoi due anni di formazione sotto il campione hawaiano di judo, Ken Kawachi, che gli ha dato i principi di cui aveva bisogno per formulare il suo sistema di jujitsu Small Circle. Kawachi aveva sottolineato l'azione del polso per ottenere una leva superiore contro un avversario. Questa azione del polso è prevalente nelle tecniche di Small Circle Jujitsu e nel corso degli anni Wally Jay ha apportato cambiamenti radicali nelle tecniche che ha acquisito.
Le tecniche di jujitsu di piccolo cerchio sono lisce e funzionali a causa dell'integrazione di il flusso, in cui le tecniche intercambiabili sono usate per contrattaccare. Il flusso sottolinea la transizione graduale tra le varie serrature e getta al fine di rimuovere eventuali fermate difficili. Permette ad un professionista di passare senza problemi tra tecniche e fa contromisure contro avversari più veloci e più lisci.
Lo Small Circle Jujitsu continua ad evolversi da una combinazione di varie teorie di arti marziali, stili e rende contromisure contro gli avversari più veloce e liscia.
Esso contiene Dieci Principi, che erano linee guida con cui un praticante di jujitsu Small Circle potrebbe migliorare le basi fondamentali coinvolte nella funzionalità della loro tecnica.

### Il metodo Bianchi
Una prima fugace apparizione del jujutsu in Italia si deve a Pizzarola e Moscardelli, marinai della Regia Marina, che nel 1908 ne diedero una dimostrazione al Re; ma fu Gino Bianchi (un marinaio), quaranta anni dopo, a portare il jujutsu in Italia.
Il Maestro Bianchi, già campione militare di Savate, era impegnato durante la Seconda Guerra Mondiale col contingente italiano presso la concessione italiana di Tien Sing (Tianjin) in Cina dove venne a contatto con jujutsu; rimanendone colpito per l'efficacia, decise di diffonderlo una volta tornato in Italia.
L'opera di diffusione iniziò a Genova, nella palestra di via Ogerio Pane, dove il Maestro Bianchi insegnava gratuitamente a cinque o sei allievi nel difficile clima di ristrettezze del secondo dopoguerra; con la fine degli anni quaranta la palestra si trasferì nella sede storica di Salita Famagosta e l'opera di diffusione del jujutsu "stile Bianchi" procedette a pieno ritmo, anche grazie alle varie dimostrazioni pubbliche svolte col gruppo dei Kaze Hito (uomini vento), riuniti nell'OLDJ (Organizzazione Ligure Divulgativa Jiu Jitsu).
Dopo la scomparsa del Maestro nel 1964, il "metodo Bianchi" fu portato avanti dai suoi allievi.
Una totale revisione dell'inquadramento delle Azioni, eliminandone alcune, inserendone altre e raggruppandole e ridistribuendole con nuovi criteri su 5 Nuovi Settori (A, B, C, D, E),  fu sviluppata dal Maestro Ingegnere Rinaldo Orlandi nel 1972, (quando era 4º Dan e responsabile del Settore Ju-Jitsu italiano presso la FIK presieduta dall'Avvocato Augusto Ceracchini), per lasciare un programma chiaro, prima di trasferirsi all'estero. Il manoscritto con il nuovo programma fu presentato come parte integrante del nuovo Regolamento Tecnico della F.I.K. (Settore Ju-Jitsu), sottoposto ad “inchiesta pubblica” con scadenza 5 maggio 1972 ed approvato dal Consiglio Direttivo della F.I.K. (Settore Ju-Jitsu), nel settembre 1972.
Nel gennaio 1974 la F.I.K. ha stampato il testo integrale del manoscritto con i 5 Nuovi Settori approvati nel 1972 nel “libretto blu” intitolato “Tecniche dello Ju-Jitsu”.
In contemporanea anche il maestro Angelo Briano (all'epoca cintura nera VI Dan) con il supporto dei maestri Devoto, Comotto e Mazzaferro diffuse in forma di ciclostilati tali criteri.
Nel giugno 1974 il maestro Rinaldo Orlandi ha ultimato il manoscritto intitolandolo “Ju-Jitsu Moderno” e inserendo le considerazioni scientifiche: “Guida allo studio dei Settori ed interpretazione delle azioni fondamentali in essi classificate, quale propedeutica all'autodifesa”.
Nel settembre 1974 il manoscritto veniva depositato alla Siae per sancire l'originalità e la proprietà del testo e degli schizzi di cui sopra.
Successivamente diversi maestri si sono ispirati a questo testo nel produrre documenti sotto il loro nome.
Questo nuovo criterio è quindi l'organizzazione delle tecniche praticate in 5 gruppi di 20 tecniche. I 5 gruppi presero i nomi delle prime cinque lettere dell'alfabeto (A, B, C, D, E) e vennero chiamati Settori.
Il settore A raggruppa tecniche che studiano lo squilibrio ed il cedimento strutturale dell'avversario provocandone l'atterramento ed un eventuale controllo al suolo.
Il settore B raggruppa tecniche dove è predominante la proiezione dell'avversario mediante sollevamento.
Il settore C raggruppa tecniche che mirano allo studio del dolore provocato mediante iper-estensione e torsione articolare (le cosiddette leve articolari).
Il settore D raggruppa tecniche che mirano alla resa dell'avversario agendo sul suo collo tramite strangolamenti e soffocamenti.
Il settore E raggruppa tecniche che sono la somma ed il sunto dei precedenti gruppi.
Negli anni cinquanta l'O.L.D.J., raggiunse in breve tempo 5000 soci tesserati, a molti dei quali si deve il proseguimento dell'opera del Maestro Bianchi dopo la sua scomparsa.
In onore del maestro Bianchi, ogni anno si svolge una gara, il trofeo Gino Bianchi, aperta a tutte le palestre italiane

### Il Daito Ryu Jujutsu di Matsuda
(studente esperto di Sokaku Takeda - Kyōju Dairi (教授代理) denominato Daito Ryu Aikijujutsu Renshinkan. Stile portato in Europa dal Maestro Alfonso Torregrossa, cintura nera 8 dan Hanshi Soden Shihan, allievo diretto di Michio Takase Kancho, direttore del Daito Ryu Aikijujutsu Renshinkan. Lo stile è riconosciuto in Italia dallo Csen aperto a tutti con il fine ultimo di promuovere il Ju-Jitsu classico non competitivo come un percorso di crescita che coinvolge tutti gli aspetti dell’essere umano: corpo, mente e spirito.

### Il Ju Jitsu Moderno Metodo Pari (JJMMP)

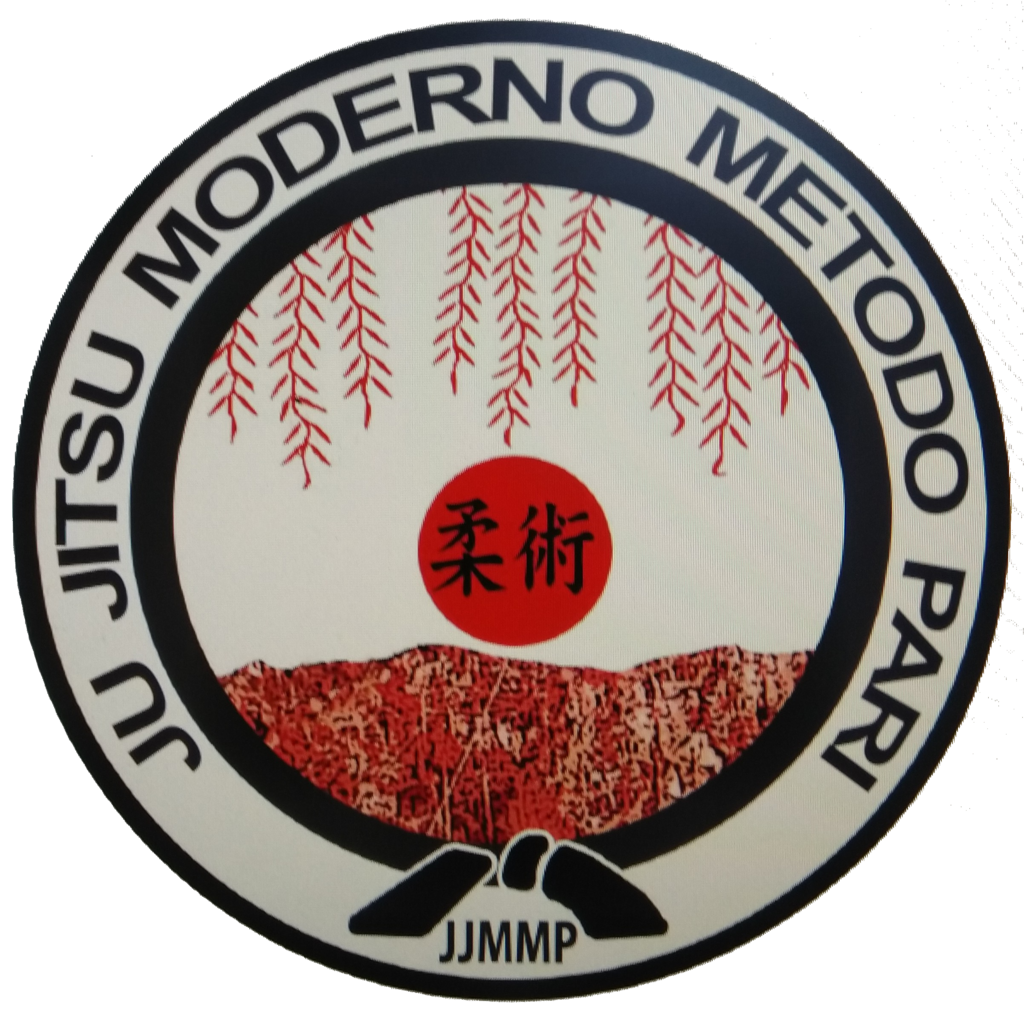
Logo del JJMMP

Il Ju Jitsu Moderno Metodo Pari (JJMMP), è un moderno sistema di Ju-Jitsu, realizzato nel 2010, dal Maestro Carlo Alberto Pari, cintura nera 9° Dan internazionale. In Italia, Il Ju Jitsu Moderno Metodo Pari (JJMMP), è stato riconosciuto dall' AICS Associazione Italiana Cultura Sport, uno dei 15 Enti di promozione sportiva riconosciuto dal CONI. Nell'ente, da anni, è il metodo più praticato a livello nazionale. A livello internazionale, è stato riconosciuto dalla World Ju-Jitsu Federation / World Ju-Jitsu Kobudo Association (1976), che ha rilasciato al fondatore, nel 2015, la qualifica di Soke (fondatore), riconoscendo anche la successione parentale “SEI” al figlio M° Mattia Pari. Il Ju-Jitsu Moderno Metodo Pari (JJMMP), è principalmente finalizzato all'apprendimento di tecniche e metodologie comportamentali utili alla Difesa Personale. È composto da circa 200 tecniche suddivise per livello di difficoltà, in costante evoluzione (nel 2024 la VII° Edizione). È comprensivo dello studio e dalla pratica di tutti gli strumenti legali deputati alla Difesa Personale, dagli spray antiaggressione alle armi da fuoco, queste ultime, ovviamente, solo per adulti abilitati. È comprensivo (facoltativamente) di test scientifici, atti a valutare il potenziale fisico del praticante, finalizzato alla messa in pratica delle tecniche (Programma accettato e registrato tra le Opere Inedite SIAE con numero 2022/01798).
Nel 2022 il JJMMP è stato il primo metodo di JuJitsu ad essere ammesso alla FJLAS (Federazione Judo Lotta Aikido di San Marino) deputata dal CONS (Comitato Olimpico Nazionale Sammarinese). Nel 2023 il Ju-Jitsu è entrato ai giochi mondiali della CSIT (Confédération sportive internationale du travail) ed è stato proprio il JJMMP il primo per la Disciplina, rappresentando l'AICS, ma anche l'Italia, in quanto delegato dalla Federazione deputata dal CONI per la Disciplina (FIJLKAM). Nel 2024, la JJF (JuJitsu International Federation), riconosciuta dal CIO, ha aggiunto la Repubblica di San Marino tra gli Stati affiliati e riconosciuti dalla Federazione Mondiale per il JuJitsu, indicando nel sito mondiale JJIF, il Soke Carlo Alberto Pari quale Direttore Tecnico Nazionale del Ju-Jitsu per la Repubblica di San Marino.

### Lo stile Kishidō di World Ju-Jitsu Corporation
La World Ju-Jitsu Corporation (世界柔術協会) è un'organizzazione internazionale di Ju-Jitsu con sede in Firenze, che studia e divulga il Ju-Jitsu (柔術) stile Kishidō (騎士道) codificato dal fondatore Shodai Soke Adriano Busà 9º Dan. Il Kishidō si fonda sulla velocità e sulla precisione, si sviluppa attorno a dieci tecniche di base denominate B.T. (Basic Techniques) che sono utilizzate come colonna portante per l’espansione dei programmi di studio, i quali si ramificano in vari blocchi che includono tecniche tipiche di Ju-Jitsu rielaborate in chiave moderna dal Soke, una perfetta unione tra tradizione e innovazione. Infatti, la “Via del Cavaliere” è considerato uno stile vivo e in costante movimento, non statico, perché i programmi vengono periodicamente aggiornati tenendo conto delle esigenze del momento, rimanendo sempre al passo coi tempi.
Kishidō tradotto dal giapponese significa “La via del Cavaliere” in esplicito riferimento al cavaliere San Giorgio che trafigge il drago, noto logo della Wjjc.
All’interno della World Ju-Jitsu Corporation ci sono alcuni dipartimenti che si occupano di specifici settori. Settore Ju-Jitsu; il più importante, si propone di divulgare in Italia e all’estero lo stile Kishidō trasmettendo le basi, le nozioni, e lo stesso stile in ogni nazione. Settore Kobudo; (古武道) ovvero lo studio delle armi tradizionali giapponesi. Settore Fight; si occupa della gestione della parte agonistica degli affiliati Wjjc e della formazione sia degli arbitri di gara che degli atleti che intendo gareggiare nel combattimento, nei kata, nelle dimostrazioni. Settore STS; (Special Training Service) questa sezione è rivolta ai professionisti con programmi tecnici specifici dedicati a Corpi di Polizia, Forze Armate e Agenzie di Sicurezza. Settore WJJD; (Women Ju-Jitsu Department) orientato al settore femminile e alle loro particolari esigenze in materia di difesa personale. Oltre all’Italia, la Wjjc è presente in varie nazioni con i propri rappresentanti ufficiali che sono allievi diretti del Soke come; Kuwait, Oman, Portogallo, Marocco, Romania, Danimarca, Zambia, Canada, Regno Unito, U.S.A., Cuba, solo per citarne alcune.

### Il metodo "Syllabus"
Il Co-fondatore della WJJF/WJJKO Soke Robert Clark 9º Dan (1946-2012) ha sviluppato il "Syllabus" , praticato soprattutto, ma non solo,  all'interno della federazione Mondiale. Il Metodo è composto da oltre 120 tecniche, suddivise per livelli di difficoltà.
La WJJF-WJJKO è una federazione di Ju Jitsu internazionale presente anche in Italia dal 1976, con sede nazionale a Milano. In deroga al contratto di rappresentanza, in Italia la WJJF-WJJKO internazionale svolge attività attraverso il suo presidente e fondatore Robert Clark.
Il fondatore della WJJF-WJJKO, Soke Robert Clark, era 9º Dan. Il metodo si avvale di un programma internazionale denominato "Syllabus", una sorta di codice comune nei diversi livelli di apprendimento, che arrivano addirittura fino al 5º Dan.
Il metodo WJJF-WJJKO - World Ju Jitsu Federation/World Ju Jitsu Kobudo Organization prevede anche lo studio di un programma molto completo di Kobudo giapponese, determinato dallo studio delle armi "bianche" tradizionali quali: Katana, Naginata, Kama, Tonfa, Sai, Jo, Bo, Nunchaku, ecc.
Attualmente il metodo Clark viene seguito da diverse organizzazioni nazionali ed internazionali. In Italia sono presenti diverse organizzazioni affiliate alla sede principale della WJJF-WJJKO nel Regno Unito. Ci sono poi altre organizzazioni che seguono il metodo Clark ma si sono separate dalla WJJF-WJJKO, fra queste la JJKI (Ju-Jitsu Kobudo International) con sede a Livorno, diretta da Stefano Mancini, allievo diretto di Robert Clark, e la WJJF-WJJKO 1976 con sede a Milano, diretta da Giacomo Spartaco Bertoletti, cofondatore della WJJF-WJJKO insieme a Robert Clark.

## Il jujutsu tradizionale giapponese
Sebbene in Giappone si intenda per jujutsu solo quello tradizionale, in Occidente viene riunito sotto questo termine qualsiasi combinazione tecnica finalizzata alla difesa personale.  In occidente è quindi abituale distinguere fra gli stili "tradizionali", legati alla secolare tradizione marziale giapponese, e quelli "moderni" che sono nati negli ultimi decenni spesso anche differenziandosi molto dal jujutsu originale giapponese sia per i principi applicati nelle tecniche che per l'approccio alla disciplina.
Il jujutsu tradizionale insegna:
- tecniche di attacco e difesa a mani nude;
- tecniche di leve articolari;
- tecniche di proiezione e sbilanciamenti (atterramento dell'avversario);
- tecniche di immobilizzazione a terra
- tecniche di attacco e difesa con armi in legno (spada lunga, spada-corta, pugnale, bastone lungo, bastone-corto)
- tecniche di estrazione ed attacco con la spada giapponese (katana)
- tecniche di caduta;
- approccio psicologico al combattimento;
- rispetto dei principi di etica marziale (rispetto, decoro, umiltà, sacrificio, dedizione e costanza).

La completezza della preparazione tecnica e psicologica del praticante di jujutsu tradizionale deriva dal fatto che questa disciplina era l'antica arte marziale praticata dai samurai i quali avevano necessità di difendersi in ogni circostanza. Il jujutsu tradizionale è nato molti secoli fa per insegnare a sopravvivere in un periodo, il Giappone medievale,  in cui non sapersi difendere significava mettere ogni giorno in grave pericolo la propria vita. È per questo che il jujutsu Tradizionale non deve essere tanto inteso come uno sport bensì come una disciplina marziale. Le arti marziali moderne, essendo nate in un periodo di pace, si sono potute specializzare solo in alcune forme di difesa. Ciò non valeva per il jujutsu tradizionale che doveva necessariamente caratterizzarsi per una preparazione più ampia possibile. Il motivo per cui tale disciplina debba essere considerata tra le più complete è da ricondurre pertanto proprio al periodo storico in cui è nata e si è evoluta.
Il jujutsu tradizionale insegna a sfruttare la forza dell'avversario attraverso il principio della circolarità, a riconoscere le parti vulnerabili del corpo umano ed in generale ad affrontare il combattimento usando la tecnica e non la forza fisica. Se non fosse così di fronte ad un avversario di massa e forza maggiore si finirebbe certamente con l'essere sconfitti.
Solo le Scuole di jujutsu tradizionale Giapponese riconosciute dal Nippon Budokan (ossia l'Ente governativo giapponese che certifica l'autenticità delle scuole di arti marziali giapponesi) possono essere considerate tali; tutte le altre vanno annoverate tra le scuole moderne.
Spesso si afferma che le scuole moderne si basino su principi tradizionali. La questione, tuttavia, non è così semplice.  Bisognerebbe infatti avere un'altissima conoscenza dei principi base delle scuole tradizionali per poterli poi “trasferire” alla difesa personale "moderna". In chi pratica stili moderni, nella maggior parte dei casi, lo studio delle scuole tradizionali è assente. Negli altri casi, generalmente, seppur presente, non è sufficientemente approfondito.
Il jujutsu tradizionale, a differenza degli stili moderni (che comunque non rientrano nelle discipline olimpiche), non prevede l'agonismo (ad eccezione delle gare di kata).
Esistono in Europa e nel mondo, un'infinità di organizzazioni che divulgano il jujutsu, ognuna con propri programmi tecnici, regolamenti di gara, direzione tecnica, organi federali. Tali organizzazioni nella maggior parte dei casi non hanno alcun rapporto tra di loro. Vi possono pertanto essere tanti campionati (e relativi campioni) regionali, nazionali o mondiali, per quante sono le organizzazioni esistenti.
Il jujutsu tradizionale non prevede combattimenti agonistici in quanto le sue tecniche male si adattano ad un uso sportivo. Com'è noto, «in battaglia non esistono regole», ed inserirle significherebbe svilire l'essenza della disciplina stessa.
Nelle scuole tradizionali, le tecniche vengono assimilate ed affinate progressivamente fino ad averne un completo controllo in modo tale da non mettere in pericolo i propri compagni durante gli allenamenti.
In gara, poiché l'unica preoccupazione dell'atleta sarebbe ovviamente quella di vincere la resistenza dell'avversario, le tecniche sarebbero necessariamente eseguite con un'intensità tale da risultare pericolose per la sua incolumità.
Va precisato che questo metodo di apprendimento progressivo delle tecniche è quello da sempre applicato presso le scuole tradizionali giapponesi e non è il risultato di un adattamento della didattica alle esigenze dei nostri giorni. È facile infatti capire che, senza questa progressività, nessuno riuscirebbe a completare l'apprendimento delle tecniche a causa dei danni che verrebbero inevitabilmente subiti ogni volta durante gli allenamenti.
Occorre inoltre osservare che nei campionati organizzati dalle federazioni che divulgano il jujutsu moderno l'essenza del jujutsu tradizionale viene distorta dalla suddivisione degli atleti per categorie di peso. Per definizione infatti le tecniche per essere efficaci dovrebbero esserlo indipendentemente dalle differenze di massa fra i due contendenti.
Per spiegare ancora meglio le ragioni per cui il jujutsu tradizionale giapponese non sia adatto all'agonismo citiamo il maestro Jigoro Kano (1860–1938; Fondatore del judo Kodokan) il quale, dopo avere studiato in diverse scuole di jujutsu tradizionale codificò il judo partendo dal jujutsu tradizionale, proprio perché riteneva che quest'ultimo non si adattasse all'attività agonistica.
La fondazione del Judo Kodokan risale al 1882. È facile quindi comprendere che il fatto che allora un Grande Maestro, e profondo conoscitore di differenti stili e scuole di jujutsu tradizionale, ritenesse necessario codificare un nuovo stile di combattimento più adatto all'agonismo fosse dovuto al fatto che vi era nei cultori delle arti marziali giapponesi la piena consapevolezza dell'impossibilità di rendere il jujutsu tradizionale una pratica sportiva.
È la storia ad aver deciso che il jujutsu tradizionale non possa essere uno sport, ed è la stessa storia a spiegarcene le motivazioni. Pertanto, in base alla cultura marziale giapponese, è “fisiologico” che chi pratichi il jujutsu tradizionale giapponese non si dedichi all'attività agonistica.
Il jujutsu tradizionale giapponese, proprio in quanto arte marziale più antica del Giappone, consente più di ogni altra a chi lo pratica di avvicinarsi alla cultura marziale nipponica apprendendo quegli antichissimi principi di difesa personale che hanno reso famosi i samurai.

## Le cinture nel jujutsu
Le cinture possono variare a seconda di dojo/palestra o federazione.
I gradi (kyu) maggiormente riconosciuti sono:
6º kyu bianca;
5º kyu gialla;
4º kyu arancione;
3º kyu verde;
2º kyu blu;
1º kyu marrone;
Sono talvolta previsti livelli intermedi con cinture bicolore o contrassegnate da tacche (es: cintura giallo/arancio, marrone con una tacca, ...)
I gradi (dan) nel jujutsu sono:
Shodan - 1º Dan nera;
Nidan - 2º Dan nera con due tacche;
Sandan - 3º Dan nera con tre tacche o bianca e blu;
Yondan - 4º Dan nera con quattro tacche o bianca e blu;
Godan - 5º Dan nera con cinque tacche o bianca e blu;
Rokudan - 6º Dan nera con sei tacche o bianca e rossa;
Shichidan - 7º Dan nera con sette tacche o bianca e rossa o nera e rossa;
Hachidan - 8º Dan nera con otto tacche  o bianca e rossa o rossa coi bordi neri;
Kudan - 9º Dan nera con nove tacche o rossa;
Judan - 10º Dan nera con dieci tacche o bianca.
In molti stili, i gradi oltre il 5° Dan vengono assegnati dalle Commissioni o Federazioni (nazionali o internazionali) per meriti sportivi, didattici o organizzativi.

## Jujutsu agonistico
Il jujutsu sportivo prevede diversi tipi di specialità di gara: il fighting system (combattimento uno contro uno), il duo system (simulazione di difesa a coppie) e il ne-waza (combattimento uno contro uno nella lotta al suolo). Un'altra forma più recente di competizione che sta diventando molto più popolare in Europa è la forma di competizione Random Attack, che è simile a Randori ma più formalizzata.

### Il Fighting System
Il Fighting System è un tipo di competizione agonistica del jujutsu.
Nel 1977, a seguito di un'iniziativa comune fra Italia, Germania e Svezia, venne fondata la European Ju-Jitsu Federation (EJJF). Nel 1987, quando oramai tutte le principali Nazioni europee facevano parte della EJJF, venne fondata, con un grande contributo del jujutsu italiano, la Ju-jitsu International Federation (JJIF). Da allora la AIJJ (Associazione Italiana Ju-Jitsu) fu riconosciuta anche dalla JJIF quale unica rappresentante del jujutsu in Italia.
Una delle tipologie di competizione riconosciute da questa federazione è il Fighting System.
Questo sport vanta la partecipazione di 52 nazioni nel Mondo e prevede l'organizzazione di Mondiali, nonché di vari titoli Continentali con cadenza Biennale.
Il Fighting System è un combattimento che si svolge sul Tatami tra due atleti che indossano solamente il keikogi, protezioni paratibia e, per facilitare tutte le fasi del combattimento, protezioni alle mani sottili ed aperte, in modo da effettuare al meglio le prese sia nella lotta in piedi che in quella a terra.
All'inizio del combattimento, gli atleti si affrontano con atemi (colpi a distanza di calcio o pugno) in quella che viene definita Prima Fase, sino a quando uno dei due atleti effettua una presa sul judogi dell'avversario passando alla Seconda Fase. Una volta che un atleta sceglie e riesce ad afferrare il suo avversario è vietato sferrare alcun colpo, fin tanto che persiste una qualsiasi presa.
Nella Seconda Fase l'obiettivo di ciascun atleta diventa effettuare una proiezione dell'avversario utilizzando tecniche opportune (Nage-Waza). Una volta che uno dei due contendenti ha effettuato una proiezione dell'avversario o entrambi finiscono a terra, il combattimento continua nella Terza Fase in cui l'obiettivo è immobilizzare l'avversario al suolo (osae-komi) o costringerlo alla resa tramite leve articolari (kansezu-waza) o strangolamento (shime-waza).
Ogni azione è valutata da ben tre arbitri, che giudicano ed assegnano 2 punti (Ippon) o 1 punto (Wazari) a seconda dell'esecuzione delle tecniche, del risultato e della reazione dell'avversario. I punti assegnati durante il combattimento vengono sommati al termine dell'incontro per designare il vincitore.
Il combattimento dura 3 minuti e viene interrotto solo se necessario: ciò permette a questo sport di mantenere un ritmo altissimo durante i combattimenti, conferendogli grande spettacolarità e obbligando gli atleti ad avere un'approfondita preparazione non solo tecnica, ma anche atletica.
La vittoria viene assegnata all'atleta che ha conseguito il miglior punteggio allo scadere del tempo oppure per superiorità tecnica di uno dei due atleti, ovvero colui che riesca ad ottenere almeno un Ippon sia in Prima che in Seconda che in Terza Fase, infliggendo all'avversario una tecnica perfetta sia nel combattimento a distanza, sia in quello corpo a corpo e sia in quello a terra. In questa circostanza l'atleta avrà dimostrato di essere superiore tecnicamente al proprio avversario in ogni situazione, obbiettivo massimo del jujutsu: pertanto avrà vinto prima del termine. Questa regola anima particolarmente le sfide, conferendo a questo sport ancora maggior studio della tattica di gara.
Nel combattimento a distanza gli atleti sono vincolati a rispettare un controllo dei colpi. Questa regola permette agli atleti di esprimere al meglio le loro capacità tecniche nella lotta, senza contaminarla con colpi che andrebbero a limitare l'aspetto tecnico di questa fase. Nelle altre fasi è vietato l'uso dei colpi e gli atleti devono utilizzare tutta la loro arte di lottatori per sottomettere l'avversario.

#### Osae-komi
Nel jujutsu, l'osae-komi è la terza fase del fighting system e consiste nel tenere fermo a terra o sottomettere l'avversario. Nelle gare l'osae-komi vale tanti più punti quanto maggiore è la durata dell'immobilizzazione: se dura meno di 7 secondi non si hanno punti, se dura dai 7 ai 14 secondi vale un punto, se dura 15 secondi vale due punti, cioè un ippon. Con un ippon in tutte e tre le fasi si vince per (FULL IPPON) 50 a 0.
Nel Judo l'osae-komi-waza sono un sottogruppo di tecniche di immobilizzazione al suolo.

#### Risultati Junior
| Medaglia | Atleti                 | Competizione            | Luogo  |
| -------- | ---------------------- | ----------------------- | ------ |
| Oro      | Giovanni Amos Muscheri | Campionati europei 2000 | Parigi |

#### Risultati senior
| Medaglia | Atleti          | Competizione              | Luogo     |
| -------- | --------------- | ------------------------- | --------- |
| Oro      | Martina Porcile | Campionati del mondo 2022 | Abu Dhabi |

### Il Duo System
Il Duo System è una specialità del jujutsu in cui una coppia (maschile, femminile o mista) simula una difesa da attacchi codificati in tutto il mondo.
Le serie sono così suddivise:
- Serie A: prese
- Serie B: avvolgimenti
- Serie C: calci e pugni
- Serie D: armi (coltello e bastone).

La gara è un confronto tra 2 coppie valutato da una giuria di 5 arbitri di sedia che, in base ad attitudine, efficacia, velocità, controllo, potenza, realismo e varietà assegnano un punteggio da 1 a 10.
L'arbitro centrale (il mat referee) ha la funzione di chiamare 3 dei 5 attacchi agli atleti e di indicare alla giuria eventuali errori nell'esecuzione dell'attacco commessi dalla coppia.
Svolgimento della gara

Per distinguere le 2 coppie viene fatta indossare a una la cintura rossa e all'altra la cintura blu.
Il rosso inizia per primo ed esegue 3 delle 5 tecniche della serie A sorteggiati dall'arbitro centrale. Terminata l'esecuzione la giuria dà la valutazione in base ai criteri di sopra elencati. Il rosso scende ora dal tatami e blu esegue la difesa. I tre attacchi sono gli stessi chiamati al rosso ma in ordine diverso, per cui blu ha un lieve vantaggio conoscendo i tre attacchi chiamati. Per equità blu comincia la serie B così che rosso conoscerà i tre attacchi. Le coppie si alterneranno così fino in ultima serie come segue:
- Serie A: Rosso
- Serie A: Blu
- Serie B: Blu
- Serie B: Rosso
- Serie C: Rosso
- Serie C: Blu
- Serie D: Blu
- Serie D: Rosso

Vince l'incontro chi nella somma totale ha ottenuto il punteggio più alto.
L'Italia è una delle nazionali più forti nella specialità del Duo System.

Riportiamo di seguito i risultati ottenuti dagli azzurri dal 1994 (anno di nascita di questa specialità).

#### Risultati senior
| Medaglia | Atleti                                       | Competizione                  | Luogo           |
| -------- | -------------------------------------------- | ----------------------------- | --------------- |
| Argento  | Valeria Zaccaria-Gabriele Gardini            | Campionati del mondo 1994     | Bologna         |
| Bronzo   | Valeria Zaccaria-Gabriele Gardini            | Campionati del mondo 1995     | Atene           |
| Argento  | Valeria Zaccaria-Gabriele Gardin             | Campionati del mondo 1996     | Parigi          |
| Bronzo   | Valeria Zaccaria-Gabriele Gardini            | Campionati europei 1997       | Stoccolma       |
| Bronzo   | Valeria Zaccaria-Gabriele Gardini            | Campionati del mondo 1998     | Berlino         |
| Bronzo   | Valeria Zaccaria-Simona Ferrari              | Campionati del mondo 2000     | Copenaghen      |
| Bronzo   | Michele Vallieri-Linda Ragazzi               | Coppa Europa 2002             | Parigi          |
| Bronzo   | Michele Vallieri-Linda Ragazzi               | Campionati Europei 2003       | Hanau           |
| Bronzo   | Michele Vallieri-Linda Ragazzi               | Coppa Europa 2004             | Maribor         |
| Bronzo   | Michele Vallieri-Linda Ragazzi               | Campionati del Mondo 2004     | Móstoles        |
| Bronzo   | Michele Vallieri-Linda Ragazzi               | Campionati Europei 2005       | Breslavia       |
| Argento  | Sara Paganini - Linda Ragazzi                | Coppa Europa 2006             | Meiningen       |
| Argento  | Sara Paganini - Linda Ragazzi                | Campionati europei 2007       | Torino          |
| Argento  | Michele Marmottini - Daniele Sfrappa         | Campionati europei 2007       | Torino          |
| Argento  | Sara Paganini - Linda Ragazzi                | Coppa Europa 2008             | Anversa         |
| Bronzo   | Michele Vallieri - Vito Zaccaria             | Coppa Europa 2008             | Anversa         |
| Bronzo   | Sara Paganini - Linda Ragazzi                | Campionati del mondo 2008     | Malmö           |
| Bronzo   | Michele Vallieri - Vito Zaccaria             | Campionati del mondo 2008     | Malmö           |
| Bronzo   | Sara Paganini - Linda Ragazzi                | Campionati europei 2009       | Podgorica       |
| Bronzo   | Michele Vallieri - Vito Zaccaria             | Campionati europei 2009       | Podgorica       |
| Argento  | Sara Paganini - Linda Ragazzi                | World Games 2009              | Kaohsiung       |
| Oro      | Michele Vallieri - Vito Zaccaria             | SportAccord Combat Games 2010 | Pechino         |
| Bronzo   | Sara Paganini - Michele Vallieri             | Campionati del mondo 2010     | San Pietroburgo |
| Bronzo   | Agnese Brizzi - Sara Mazzeschi               | Campionati europei 2011       | Maribor         |
| Oro      | Sara Paganini - Michele Vallieri             | Campionati europei 2011       | Maribor         |
| Oro      | Michele Vallieri - Vito Zaccaria             | Campionati europei 2011       | Maribor         |
| Bronzo   | Michele Vallieri - Vito Zaccaria             | Campionati del mondo 2011     | Cali            |
| Bronzo   | Michele Vallieri - Sara Paganini             | Campionati del mondo 2011     | Cali            |
| Oro      | Michele Vallieri - Sara Paganini             | Coppa Europa 2012             | Hanau           |
| Argento  | Michele Vallieri - Sara Paganini             | Campionato del mondo 2012     | Vienna          |
| Bronzo   | Raffaele Liuzza - Stefano De Caro            | Campionato del Mondo 2016     | Wrocław         |
| Oro      | Michele Vallieri - Sara Paganini             | World Games 2017              | Wrocław         |
| Bronzo   | Andrea Stravaganti - Salah Eddine Ben Brahim | Campionato del Mondo 2017     | Bogotà          |

#### Risultati junior
| Medaglia | Atleti                                 | Competizione              | Luogo    |
| -------- | -------------------------------------- | ------------------------- | -------- |
| Oro      | Michele Vallieri-Linda Ragazzi         | Campionati del mondo 2005 | Hanau    |
| Bronzo   | Agnese Brizzi-Sara Mazzeschi           | Campionati europei 2008   | Maribor  |
| Oro      | Sarah Calanna-Matteo Rossetto          | Campionati europei 2010   | Vienna   |
| Bronzo   | Agnese Brizzi-Sara Mazzeschi           | Campionati europei 2010   | Vienna   |
| Bronzo   | Salah Eddine Ben Brahim-Marcella Resca | Campionati del mondo 2011 | Gent     |
| Bronzo   | Andrea Gobbo-Leonardo De Maio          | Campionati del mondo 2011 | Gent     |
| Argento  | Giada Anzalone-Fabrizio Di Michele     | Campionati del mondo 2011 | Gent     |
| Argento  | Inguì Fabiana-Ribeiro Yngrid           | Campionati del mondo 2011 | Gent     |
| Bronzo   | Giada Anzalone-Fabrizio Di Michele     | Campionati europei 2012   | Genova   |
| Bronzo   | Martina Pacioselli-Jessica Castellani  | Campionati europei 2012   | Genova   |
| Bronzo   | Cardullo Salvatore- Pusateri Giuseppe  | Campionati del mondo 2013 | Bucarest |
| Argento  | Stefania Picciuto - Camilla Memola     | Campionati del mondo 2013 | Bucarest |
| Oro      | Senia Biaggini - Sonia giombini        | Campionati europei 2014   | Lund     |
| Argento  | Cardullo Salvatore - Pusateri Giuseppe | Campionati europei 2014   | Lund     |

Esisteva un tempo, molti secoli fa, un medico di nome Shirōhyōe Akiyama (秋山四郎兵衛). Egli aveva studiato le tecniche di combattimento del suo tempo, comprese altre tecniche che imparò durante i suoi viaggi in Cina compiuti per studiare la medicina tradizionale e i metodi di rianimazione, senza però ottenere il risultato sperato. Contrariato dal suo insuccesso, per cento giorni si ritirò in meditazione nel tempio di Dazaifu Tenmangū (大宰府天満宮) in prefettura di Fukuoka, affinché potesse migliorare.
Accadde che un giorno, durante un'abbondante nevicata, osservò che il peso della neve aveva spezzato i rami degli alberi più robusti che erano così rimasti spogli. Lo sguardo gli si posò allora su un albero che era rimasto intatto: era un salice, dai rami flessibili. Ogni volta che la neve minacciava di spezzarli, questi si flettevano lasciandola cadere per poi riprendere la primitiva posizione.
Questo fatto impressionò molto il bravo medico, che intuendo l'importanza del principio della non resistenza lo applicò alle tecniche che stava studiando dando così origine a una delle scuole più antiche di jujutsu tradizionale, la Scuola Hontai Yoshin Ryu (scuola dello spirito del salice), tuttora esistente e che da 400 anni si tramanda tecniche di combattimento a mani nude e con armi in maniera quasi del tutto invariata. L'attuale Caposcuola è il Soke Kyoichi Inoue Munenori, 19° di una lunga ed antica tradizione di Samurai.

### Random Attacks
Che cos'è
Il Random Attacks (attacchi casuali) è inteso come "difesa contro attacchi da sconosciuti" ed è anche una forma di competizione di Ju Jitsu.
La competizione di “Random Attacks” è una gara di autodifesa, nella quale si esegue un'azione in risposta ad un attacco senza preavviso.
Non conoscere la natura dell'attacco richiede ai concorrenti di ripiegare sui propri riflessi naturali, che si sono acuiti da anni di allenamento nel Ju Jitsu. È difficile preparare e ricordare 40 tecniche (una per attacco) da effettuare poi nella competizione, come accade nelle altre forme competitive di sport da difesa (vedi il Duo system).
La competizione di “Random Attacks” è quindi una gara, nella quale si eseguono tecniche di autodifesa che vengono messe in atto dai concorrenti sul tatami rispondendo ad attacchi casuali (da qui il nome della specialità) scelti casualmente dal computer tra una lista di 40 attacchi codificati.
Il Random Attacks è un concetto di competizione globale unico, offerto dalla Euro Budo International, federazione indipendente e aperta a tutti i praticanti di Ju Jitsu o Arti Marziali.
L'organizzazione Internazionale
Il Random Attacks è promosso in Europa dalla Euro Budo International, organizzazione Internazionale presente in diverse nazioni europee.
La Euro Budo International propone i Campionati Europei di specialità, nei quali si assegnano otto titoli individuali, 4 maschili e altrettanti femminili, per le categorie Giovani, Junior, Senior, Master. Ogni nazione partecipante al campionato europeo può schierare fino a 4 atleti per categoria.
In Italia
La mission della Euro Budo International è quella di far conoscere il Random Attacks sui territorio delle Nazioni europei in cui ha un Main Responsible.
Questa figura è parte integrante del board internazionale della Euro Budo International ed è colui che è preposto ad autorizzare la pratica alle varie organizzazioni che hanno l'interesse di effettuare competizioni ed attività, rispettando le norme generali dettate dall' Euro Budo International.
Il Main Responsible è anche colui che svolge la funzione di selezionatore tecnico Nazionale e fa valere la sua autorità nel caso ci fossero scelte da fare per la formazione del team Nazionale che dovrà presenziare al Campionato Europeo.
Per l'Italia questa figura è rappresentata dal m° Massimo Cassano.
L'organizzazione Italiana è la EURO BUDO ITALIA.
La formula di gara
La manifestazione è uno scontro diretto tra due atleti (Tori), di diversa Nazione (in gare internazionali) o Dojo (in gare nazionali), i quali sono coadiuvati da un attaccante (Uke) di propria scelta.
Il Random Attacks ha 40 diversi attacchi utilizzati nelle diverse categorie. Gli attacchi dipendono dall'età dei concorrenti e dalla loro esperienza nell'autodifesa.
Il Tori non sa in anticipo quale attacco riceverà dal proprio Uke.
L'attacco deve essere eseguito energicamente, con intenzioni realistiche e immediatamente al segnale degli arbitri.
I contendenti della prima coppia chiamata indossano la cintura rossa, mentre l'altra la cintura bianca o blu.
I contendenti sono chiamati all'interno dell'area della competizione e dopo aver effettuato il saluto, l'arbitro posizione i due concorrenti, uno di spalle all'altro.
I due Uke, dopo aver visionato al tavolo di giuria l'attacco scelto casualmente dal computer, si posizionano dietro il proprio compagno.
Al segnale dell'arbitro, le coppie effettuano singolarmente l'attacco visionato.
Una volta che i due Uke avranno effettuato il loro primo attacco e il Tori la propria tecnica, si proseguirà nella stessa maniera per il 2°, 3° e 4° attacco/tecnica.
Alla fine di ogni attacco verrà richiesto il parere (Hantei) di 5 giurati, attraverso alzata di bandierine, sulla tecnica eseguita da Tori.
Chi totalizzerà più bandierine sarà il vincitore della singola tecnica.
La somma delle prove vinte designerà il vincitore assoluto della gara.
La combinazione del tempo di reazione e l'esecuzione di una tecnica buona ed efficiente decide il risultato della gara.
Campionati Europei dal 2012 sino ai giorni nostri
- 2012 – Dworp (Belgio)
- 2014 – Loughborough (Inghilterra)
- 2016 – Taranto (Italia)
- 2018 – Tilburg (Olanda)
- 2020 – sospeso per covid
- 2022 – Vegadeo – Asturie (Spagna)

Risultati atleti Italiani
| medaglia | atleta               | competizione            | categoria        | luogo svolgimento |
| -------- | -------------------- | ----------------------- | ---------------- | ----------------- |
| Oro      | Gabriele Schina      | Campionato Europeo 2016 | Youth maschile   | Italia - Taranto  |
| Bronzo   | Alessandro Blasi     | Campionato europeo 2016 | Youth maschile   | Italia - Taranto  |
| Oro      | Ruggiero Desirèe     | Campionato europeo 2016 | Youth Femminile  | Italia - Taranto  |
| Argento  | De Mitri Morena      | Campionato europeo 2016 | Youth Femminile  | Italia - Taranto  |
| Oro      | Cassano Ruben        | Campionato europeo 2016 | Junior Maschile  | Italia - Taranto  |
| Argento  | Gabriele Corona      | Campionato europeo 2016 | Junior Maschile  | Italia - Taranto  |
| Oro      | Gentile Sara         | Campionato europeo 2016 | Junior Femminile | Italia - Taranto  |
| Bronzo   | Ercolano Roberta     | Campionato europeo 2016 | Junior Femminile | Italia - Taranto  |
| Oro      | Cassano Joshua       | Campionato europeo 2016 | Senior maschile  | Italia - Taranto  |
| Argento  | Carone Pablito       | Campionato europeo 2016 | Senior maschile  | Italia - Taranto  |
| Bronzo   | Cassone Alessandro   | Campionato europeo 2016 | Senior maschile  | Italia - Taranto  |
| Oro      | Federica Masciulli   | Campionato europeo 2016 | Senior Femminile | Italia - Taranto  |
| Argento  | Giorgia Epifani      | Campionato europeo 2016 | Senior Femminile | Italia - Taranto  |
| Bronzo   | Fabiola De Lorenzo   | Campionato europeo 2016 | Senior Femminile | Italia - Taranto  |
| Argento  | Gianni Leone         | Campionato europeo 2016 | Master Maschile  | Italia - Taranto  |
| Argento  | Barbara Donnaloia    | Campionato europeo 2016 | Master Femminile | Italia - Taranto  |
| Oro      | Alessandro Blasi     | Campionato europeo 2018 | Youth maschile   | Tilburg – Olanda  |
| Argento  | Domenico Spina       | Campionato europeo 2018 | Youth maschile   | Tilburg – Olanda  |
| Oro      | Gabriele Corona      | Campionato europeo 2018 | Junior maschile  | Tilburg – Olanda  |
| Argento  | Alessio Urgese       | Campionato europeo 2018 | Junior maschile  | Tilburg – Olanda  |
| Bronzo   | Alex Pio Longo       | Campionato europeo 2018 | Junior maschile  | Tilburg – Olanda  |
| Oro      | Gentile Sara         | Campionato europeo 2018 | Junior Femminile | Tilburg – Olanda  |
| Oro      | Carlucci Vittorio    | Campionato europeo 2018 | Senior Maschile  | Tilburg – Olanda  |
| Argento  | Cassano Ruben        | Campionato europeo 2018 | Senior maschile  | Tilburg – Olanda  |
| Bronzo   | Cosimo D' Alessandro | Campionato europeo 2018 | Master maschile  | Tilburg – Olanda  |